# Alexander der Große

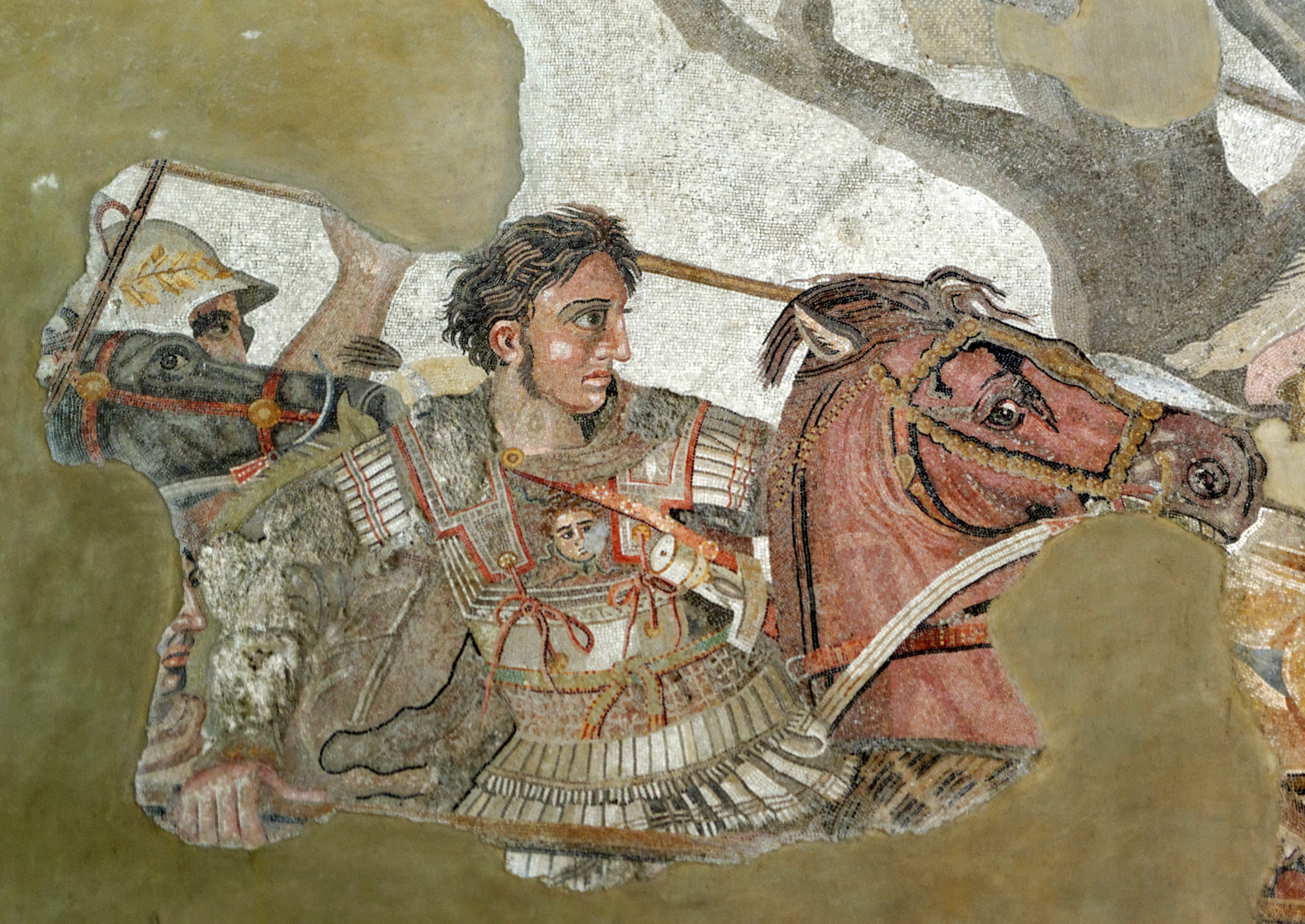
Alexander im Schlachtgetümmel, Detail der berühmten „Alexanderschlacht“ (Mosaik, Pompeji, ca. 150–100 v. Chr., wohl nach einer Vorlage aus dem 4. Jahrhundert v. Chr.)

Alexander der Große (altgriechisch Ἀλέξανδρος ὁ Μέγας Aléxandros ho Mégas; * 20. Juli 356 v. Chr. in Pella; † 10. Juni 323 v. Chr. in Babylon) war von 336 v. Chr. bis zu seinem Tod als Alexander III. König von Makedonien und Hegemon des Korinthischen Bundes.
Alexander dehnte ab 334 v. Chr. die Grenzen des Reiches, das sein Vater Philipp II. aus dem vormals eher unbedeutenden Kleinstaat Makedonien sowie mehreren griechischen Poleis errichtet hatte, durch den sogenannten Alexanderzug und die Eroberung des Achämenidenreichs bis an den indischen Subkontinent aus. Nach seinem Einmarsch in Ägypten wurde er dort als Pharao begrüßt. Auch aufgrund seiner großen militärischen Erfolge wurde das Leben Alexanders ein beliebtes Motiv in Literatur (siehe Alexanderhistoriker) und Kunst, während Alexanders Beurteilung in der modernen Forschung, wie auch schon in der Antike, zwiespältig ausfällt.
Mit seinem Regierungsantritt begann das Zeitalter des Hellenismus, in dem sich die griechische Kultur über weite Teile der damals bekannten Welt ausbreitete. Die kulturellen Prägungen durch die Hellenisierung überstanden den politischen Zusammenbruch des Alexanderreichs und seiner Nachfolgestaaten und wirkten noch jahrhundertelang in Rom und Byzanz fort.

## Leben

### Frühe Jahre (356–336 v. Chr.)

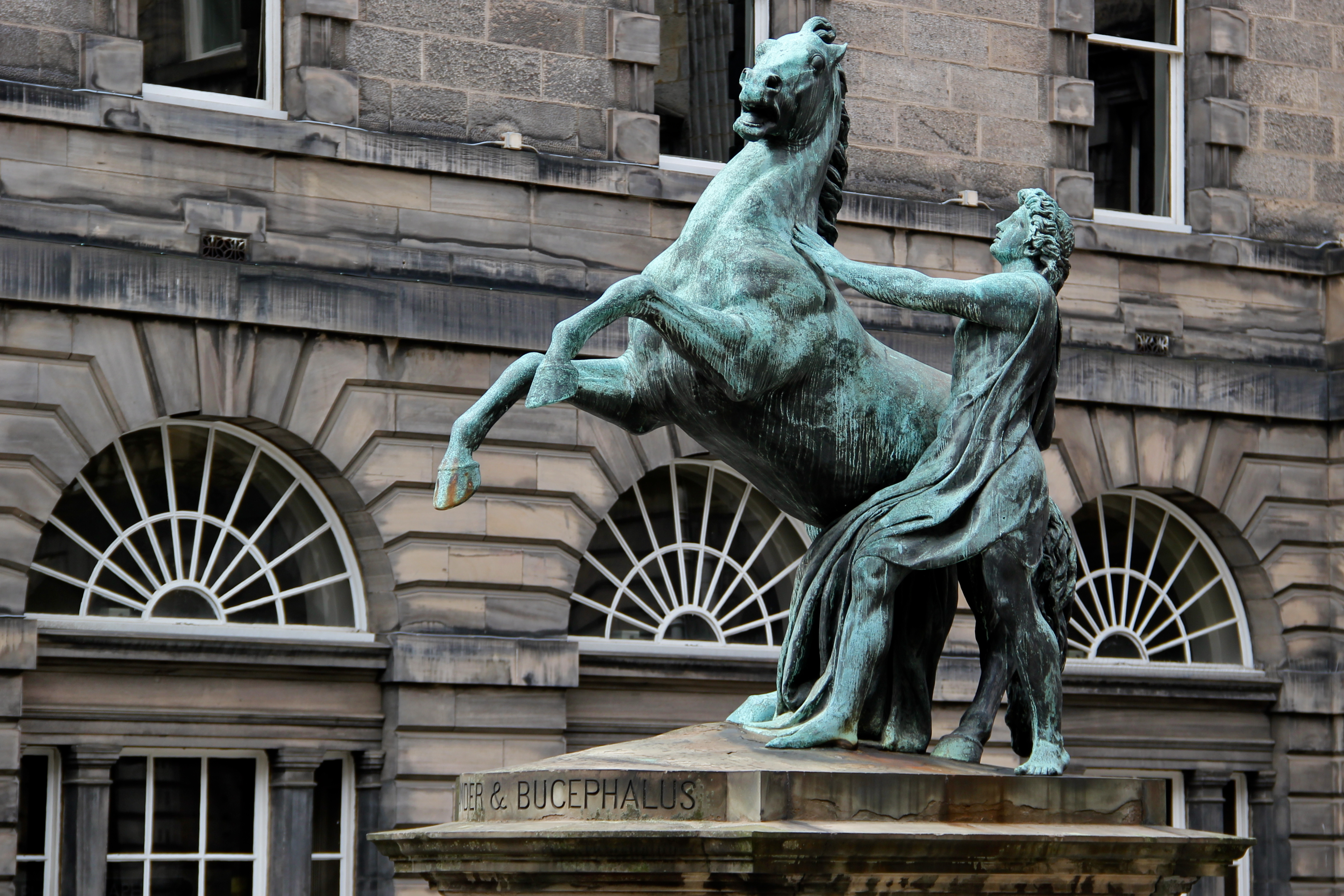
Die Zähmung des Bukephalos in Edinburgh

Alexander wurde im Jahr 356 v. Chr. als Sohn König Philipps II. von Makedonien und der Königin Olympias, einer Tochter des Königs Neoptolemos I. von Epeiros, geboren. Viele Einzelheiten seiner Biografie, vor allem aus der Kindheit, wurden bald legendenhaft ausgeschmückt oder frei erfunden. So berichtet Plutarch gut 400 Jahre später, dass Alexander ohne Zweifel seinen Stammbaum väterlicherseits auf Herakles und Karanos, den ersten König der Makedonen, zurückverfolgen konnte, wodurch Plutarch zugleich die Abstammung Alexanders vom Göttervater Zeus implizit hervorhebt.
Ebenso berichtet er, dass Olympias und Philipp Träume gehabt hätten, die ihnen der Seher Aristander so deutete, dass ihnen die Geburt eines Löwen bevorstehe. Olympias nahm für sich in Anspruch, in direkter Linie von dem griechischen Heros Achilleus und Aiakos, einem weiteren Sohn des Zeus, abzustammen. Gemäß einer (wohl ebenfalls legendären) Erzählung Plutarchs soll Alexander in jungen Jahren sein Pferd Bukephalos, das ihn später bis nach Indien begleitete, gezähmt haben, nachdem es zuvor niemandem gelungen war, es zu bändigen. Alexander erkannte, was den Fehlschlägen der anderen zugrunde lag: Das Pferd schien den eigenen Schatten zu scheuen. Daraufhin habe Philipp zu ihm gesagt:
Geh, mein Sohn, suche dir ein eigenes Königreich, das deiner würdig ist. Makedonien ist nicht groß genug für dich.
Abgesehen von derlei Legenden ist wenig über Alexanders Kindheit bekannt. Makedonien war ein Land, das im Norden des Kulturraums des antiken Griechenlands lag. Es wurde von vielen Griechen als „barbarisch“ angesehen, und nur das Königsgeschlecht der Argeaden, zu dem auch Alexander gehörte, wurde aufgrund der behaupteten Abstammung von Herakles als griechisch anerkannt: Im frühen 5. Jahrhundert v. Chr. wurden erstmals Makedonen als Vertreter der Könige zu den Olympischen Spielen zugelassen, nachdem König Alexander I. eine Abstammung aus dem griechischen Argos und von Herakles in Anspruch genommen hatte.
Noch heute birgt die Diskussion um die ethnische Zugehörigkeit der antiken Makedonen politischen Konfliktstoff. Aus den verfügbaren Quellen ist ersichtlich, dass das Makedonische, von dem nur wenige Wörter überliefert sind, für die Griechen wie eine fremde Sprache klang. Ob das Makedonische ein nordgriechischer Dialekt oder eine mit dem Griechischen verwandte eigenständige Sprache war, ist immer noch umstritten. Kulturell und gesellschaftlich unterschieden sich die Makedonen jedenfalls recht deutlich von den Griechen: keine städtische Kultur (siehe Polis), als Binnenreich kaum Kontakte zum mediterranen Kulturraum, und eine monarchische Staatsform, was in Griechenland zu dieser Zeit nicht die Regel war. Gerade das Königtum galt den Hellenen zu dieser Zeit als eine grundsätzlich ungriechische, barbarische Regierungsform. Auf viele Griechen wird die makedonische Gesellschaft zumindest archaisch gewirkt haben. Erst ab dem späten 6. Jahrhundert v. Chr. verstärkte sich der griechische kulturelle Einfluss in der makedonischen Oberschicht.

Makedonien zum Zeitpunkt von Philipps Tod

Alexanders Vater Philipp II. hatte das bisher eher unbedeutende Makedonien, das vor ihm Streitobjekt der Adelsfamilien und Kleinkönige des Hoch- und des Tieflands gewesen war, geeint, seine Grenzen gesichert und es nicht zuletzt dank der Erschließung reicher Edelmetallvorkommen zur stärksten Militärmacht der damaligen Zeit gemacht. Er hatte Thessalien und Thrakien erobert und zuletzt alle griechischen Stadtstaaten mit Ausnahme Spartas in ein Bündnis unter seiner Führung gezwungen (Korinthischer Bund). Philipp begann anschließend mit den Vorbereitungen für einen Feldzug gegen die Perser.
Schon an den Kriegszügen gegen die Griechen war Alexander zuletzt beteiligt, vor allem in der Schlacht von Chaironeia (338 v. Chr.), in der ein Bündnis griechischer Poleis unter Führung Athens und Thebens unterworfen wurde. Die makedonische Phalanx erwies sich dabei als ein wichtiges Element für den militärischen Erfolg, zentral war jedoch die Rolle der Hetairenreiterei, die Alexander bei Chaironeia kommandierte. Seine späteren Erfolge gehen zweifellos zu einem bedeutenden Teil auf die Militärreformen seines Vaters zurück. Philipp umgab sich außerdem mit sehr fähigen Offizieren, wie etwa Parmenion, die auch einen großen Anteil an Alexanders späteren Siegen hatten.
Philipp holte den griechischen Philosophen Aristoteles in die makedonische Hauptstadt Pella und beauftragte ihn, Alexander in Philosophie, Kunst und Mathematik zu unterrichten. Alexander war gebildet; seine Abschrift der Ilias hütete er laut Plutarch wie einen Schatz, und er brachte der griechischen Kultur große Bewunderung entgegen.
Das Verhältnis zwischen Vater und Sohn war keineswegs frei von Konflikten, gerade in Hinsicht auf die Liebschaften des Vaters, durch die sich Alexander in seiner Position als Thronfolger bedroht sah. Philipp hatte 337 v. Chr. Kleopatra, die Nichte seines Generals Attalos, als Nebenfrau geheiratet. Während eines Banketts soll Attalos Öl ins Feuer gegossen und gesagt haben, er hoffe, dass Philipp nun endlich einen legitimen Erben erhalten würde. Alexander, dessen Mutter keine Makedonin war, sei daraufhin wutentbrannt aufgefahren und habe Attalos angeschrien:
Soll das heißen, ich sei ein Bastard?
Alexander warf einen Becher nach Attalos und wollte auf ihn losgehen. Auch Philipp erhob sich und zog sein Schwert, jedoch nicht um Alexander in Schutz zu nehmen, sondern um Attalos zu helfen. Da aber Philipp bereits betrunken war, stolperte er und fiel hin. Alexander soll ihn, so Plutarch, höhnisch angeblickt und sich den versammelten Makedonen zugewandt haben:
Seht ihn euch an, meine Herren. Dieser Mann will euch von Europa nach Asien führen, aber er scheitert schon bei dem Versuch, von einem Liegebett zum nächsten zu gehen. (Plutarch, Alexander, 9)
Alexander befürchtete nun offenbar, von der Thronfolge ausgeschlossen zu werden. Schließlich floh er mit seiner Mutter über Epeiros nach Illyrien. Nach einem halben Jahr kehrte er nach Pella zurück, doch seine Thronfolge blieb weiterhin unsicher.
Philipp wurde im Sommer 336 v. Chr. in der alten Hauptstadt Aigai (auch bekannt als Vergina) während der Hochzeit seiner Tochter Kleopatra mit dem König Alexander von Epeiros von dem Leibgardisten Pausanias ermordet. Das Motiv des Täters scheint offensichtlich: Pausanias, den Freunde Alexanders sofort nach der Tat erschlugen, war ein Vertrauter Philipps gewesen und war von Attalos beleidigt worden; dabei fühlte er sich von Philipp ungerecht behandelt. Es gab aber bald Gerüchte, wonach Alexander als Drahtzieher an der Tat beteiligt gewesen war. Die Mutmaßungen über die Hintergründe des Mordes und über eine Verwicklung von Olympias und Alexander sind weitgehend spekulativ, auch wenn eine Mitwisserschaft nicht ausgeschlossen werden kann.

### Regierungsübernahme und Sicherung der Macht (336–335 v. Chr.)

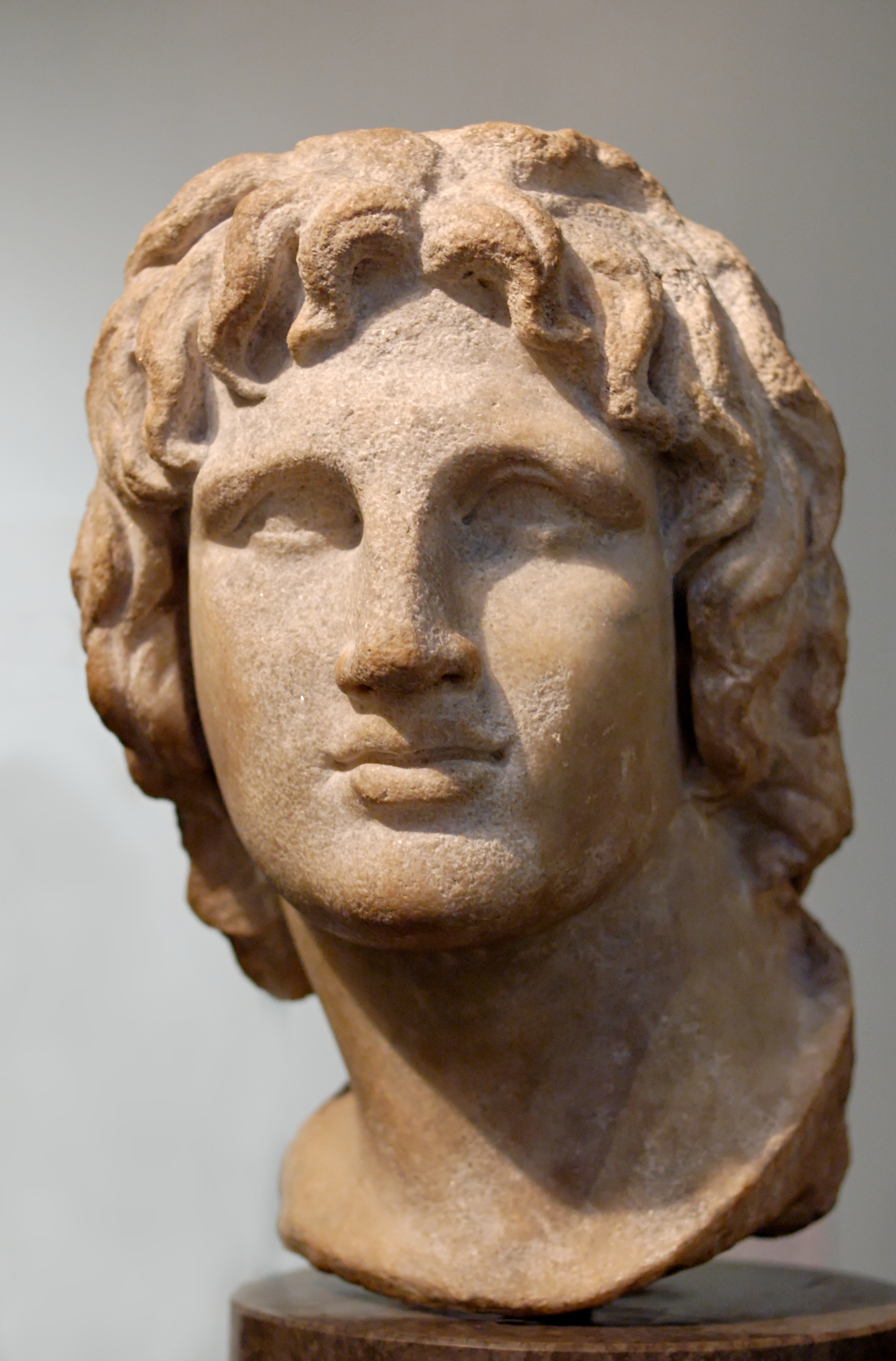
Alexander der Große; hellenistisch, 2. bis 1. Jahrhundert v. Chr., griechischer Marmor

Im Jahre 336 v. Chr. folgte der zwanzigjährige Alexander seinem Vater auf den Thron. Dass es keinen nennenswerten Widerstand gab, ist offenbar Antipater zu verdanken, der das Heer dazu bewog, Alexander als König anzuerkennen. Schon in den ersten Tagen ließ er Mitglieder des Hofstaats exekutieren, die das Gerücht gestreut hatten, Alexander habe etwas mit der Ermordung seines Vaters zu tun gehabt. Als Nächstes wandte er sich seinem Erzfeind Attalos zu, der sich auf der Flucht befand, jedoch von seinem Schwiegervater Parmenion getötet wurde. Sowohl Antipater als auch Parmenion standen deswegen lange in Alexanders besonderer Gunst und profitierten nicht unerheblich davon: Antipater blieb während des Asienfeldzugs als Reichsverweser in Makedonien, während Parmenion sich seine Unterstützung mit großem Einfluss im Heer vergelten ließ.
Noch 336 ließ sich Alexander in Korinth die Gefolgschaft der griechischen Städte versichern. Die Völker in Thrakien und Illyrien versuchten jedoch, die Situation zu nutzen und die makedonische Herrschaft abzuwerfen. Alexander zog im Frühjahr 335 v. Chr. mit 15.000 Mann nach Norden ins heutige Bulgarien und Rumänien, überquerte die Donau und warf die thrakische Revolte nieder. Anschließend verfuhr er ebenso mit den Illyrern (siehe auch: Balkanfeldzug Alexanders des Großen).
Während Alexander im Norden kämpfte, beschlossen die Griechen im Süden, dass dies der Zeitpunkt sei, sich von Makedonien zu befreien. Ihr Wortführer war Demosthenes, der die Griechen davon zu überzeugen versuchte, dass Alexander in Illyrien gefallen und Makedonien herrscherlos sei. Als erste erhoben sich die Einwohner Thebens und vertrieben die makedonischen Besatzungssoldaten aus der Stadt.
Alexander reagierte augenblicklich und marschierte direkt von seinem Illyrienfeldzug südwärts nach Theben. Die Phalanx seines Generals Perdikkas eroberte die Stadt, wo Alexander zur Bestrafung sämtliche Gebäude mit Ausnahme der Tempel und des Wohnhauses des Dichters Pindar zerstören ließ. Sechstausend Einwohner wurden getötet, die übrigen 30.000 wurden in die Sklaverei verkauft. Die Stadt Theben existierte nicht mehr und sollte erst zwanzig Jahre später wieder aufgebaut werden, aber nie mehr zur alten Bedeutung zurückfinden.
Abgeschreckt von Alexanders Strafgericht brachen die anderen Städte Griechenlands ihre Revolte ab und ergaben sich. Von den Korinthern ließ sich Alexander von neuem die Gefolgschaft versichern und verschonte sie daraufhin, da er sie als Verbündete in seinem Persienfeldzug brauchte.

### Beginn des Persienfeldzugs (334–333 v. Chr.)

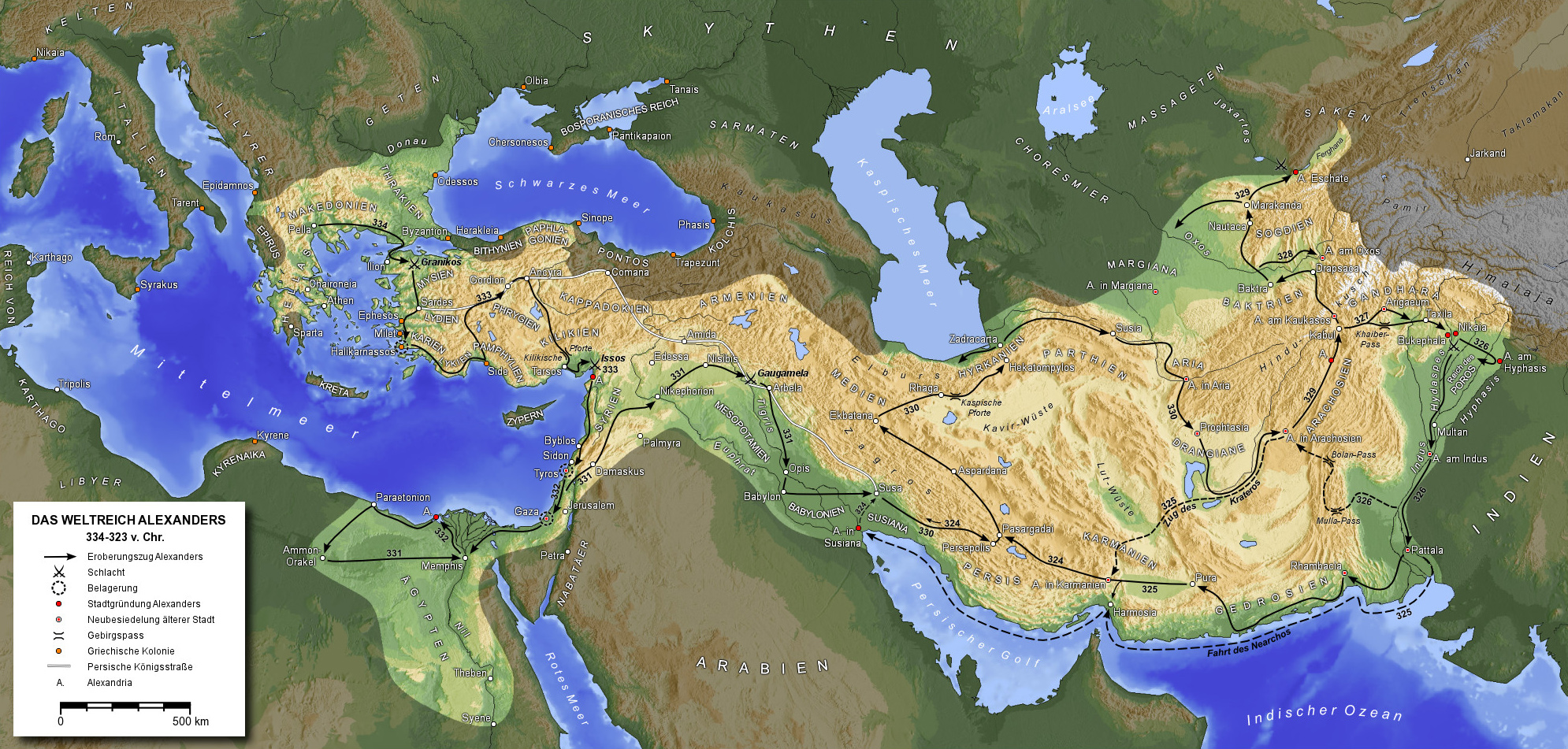
Verlauf des Alexanderzuges durch Persien

Das Perserreich war zu Alexanders Zeit die größte Territorialmacht der Erde. Die Perserkönige hatten in den zurückliegenden Jahrhunderten die Levante, Mesopotamien, Ägypten und Kleinasien erobert und zwischen 492 und 479 v. Chr. mehrere Versuche unternommen, auch Griechenland zu unterwerfen (siehe Perserkriege). Aus Sicht von Griechen wie Isokrates ebenso wie der älteren Forschung war das Reich aber um 340 v. Chr. geschwächt und hatte seinen Zenit überschritten. In der neueren Forschung wird dies allerdings bestritten; so war den Persern wenige Jahre vor dem Alexanderzug die Rückeroberung des zwischenzeitlich abgefallenen Ägypten gelungen. Ob Persien für die Makedonen eine leichte Beute war, ist daher umstritten.
Als sich Alexander 334 v. Chr. dem Perserreich zuwandte, wurde dies von Dareios III. aus dem Haus der Achämeniden beherrscht. Schon Alexanders Vater Philipp hatte Pläne für einen Angriff auf die Perser geschmiedet, angeblich, um Rache für die Invasion Griechenlands rund 150 Jahre zuvor zu nehmen, wobei es sich dabei eher um Propaganda handelte und machtpolitische Gründe den Ausschlag gegeben haben dürften. Eine Armee unter Parmenion, einem der fähigsten makedonischen Generäle, war bereits über den Hellespont nach Asien gegangen, wurde von den Persern aber zurückgeschlagen. Alexander überschritt den Hellespont im Mai 334 v. Chr. mit einer Armee aus etwa 35.000 Makedonen und Griechen, um in die Kämpfe einzugreifen, während rund 12.000 Makedonen unter Antipatros Makedonien und Griechenland sichern sollten.
In der Schlacht am Granikos (Mai 334 v. Chr.) kam es zur ersten Begegnung mit den persischen Streitkräften unter der Führung eines Kriegsrates der Satrapen. Der persische General Memnon von Rhodos, ein Grieche, führte 20.000 in persischen Diensten stehende griechische Söldner, doch konnte er sich im Kriegsrat der Satrapen zugunsten einer defensiven Taktik nicht durchsetzen. Alexander errang auch aufgrund einer ungünstigen Aufstellung der Perser einen deutlichen Sieg; Memnon konnte mit einem Teil der Söldner entkommen. Damit wurde die Befreiung der Städte Ioniens möglich, die Alexander als Motiv für seinen Feldzug genannt hatte. Nach dem Sieg übernahm Alexander die politischen und wirtschaftlichen Strukturen der persischen Verwaltung Kleinasiens.
In Lydien zog Alexander kampflos in Sardes ein. Er weihte den örtlichen Tempel dem Zeus und nutzte die Reichtümer der Stadt, um seine Männer zu bezahlen. Dann zog er weiter nach Ephesos. Dort war kurz zuvor Memnon mit den Resten der Söldner vom Granikos hindurchgezogen und hatte Unruhen unter den städtischen Parteien entfacht. Alexander ließ die alten Institutionen wiederherstellen und regelte die Befugnisse des Tempels der Artemis. Nach einer Ruhe- und Planungspause brach der König mit dem Gros des Heeres nach Milet auf, der größten Stadt an der Westküste Kleinasiens. Der dortige Satrap kapitulierte als Einziger nicht, da ihm die Ankunft einer persischen Hilfsflotte von 400 Schiffen versprochen worden war. Da auch Alexander von dieser Flotte gehört hatte, wies er Nikanor an, mit 160 Schiffen die Einfahrt zur Bucht von Milet zu versperren. Anschließend gelang ihm die Einnahme der Stadt (Belagerung von Milet).
Die Perser, die immer noch unter dem Befehl Memnons standen (allerdings hatten Unstimmigkeiten im persischen Oberkommando einen effektiven Widerstand erschwert), sammelten sich nun in Halikarnassos, der Hauptstadt Kariens, und bereiteten die Stadt auf eine Belagerung vor (→ Belagerung von Halikarnassos). Die Kämpfe waren für Alexander sehr verlustreich. Zwischenzeitlich handelte er einen Waffenstillstand aus, um die makedonischen Gefallenen zu bergen – etwas, was er nie zuvor getan hatte und nie wieder tun sollte. Als er letztlich die Mauern durchbrach, entkam Memnon mit dem Großteil seiner Soldaten auf Schiffen aus der fallenden Stadt. Indem Alexander der karischen Satrapentochter Ada die Herrschaft über Halikarnassos versprach, sicherte er sich das Bündnis mit dem Volk Kariens. Manche Quellen sprechen davon, dass Ada Alexander adoptierte. Hier zeigte Alexander erstmals seine Taktik, Großzügigkeit gegenüber besiegten Völkern walten zu lassen, um sie nicht gegen die Makedonen aufzubringen.
Das ursprüngliche Ziel des Persienfeldzugs, die Eroberung der Westküste Kleinasiens, war hiermit erreicht. Dennoch beschloss Alexander, die Expedition fortzusetzen. Entlang der Küsten Lykiens und Pamphyliens traf die makedonisch-griechische Streitmacht auf keinerlei nennenswerten Widerstand. Eine Stadt nach der anderen ergab sich kampflos. Alexander ernannte seinen Freund Nearchos zum Statthalter von Lykien und Pamphylien.
Im Winter 334/333 v. Chr. eroberte Alexander das anatolische Binnenland. Er stieß vom Süden vor, sein General Parmenion von Sardes im Westen. Die beiden Armeen trafen sich in Gordion. Hier soll Alexander der Große der Legende nach den Gordischen Knoten mit seinem Schwert durchschlagen haben, über den ein Orakel prophezeit hatte, nur derjenige, der diesen Knoten löse, könne die Herrschaft über Asien erringen. Es gibt aber auch die Version, dass Alexander mit der Breitseite des Schwertes auf die Wagendeichsel schlug, so dass der Druck den Knoten auseinanderriss.
Die Makedonen blieben einige Zeit in Gordion, um Nachschub an Männern und die Einfuhr der Ernte abzuwarten. Während dieser Zeit starb Memnon, der Befehlshaber der persischen Armee, im August 333 v. Chr. an einer Krankheit. Zu seinem Nachfolger wurde Pharnabazos ernannt, und da sich die Perser bereits wieder formierten, brach Alexander erneut auf. In Gordion ließ er seinen General Antigonos als Statthalter Phrygiens zurück und übertrug ihm die Aufgabe, den Norden Anatoliens zu unterwerfen und die Nachschubwege zu sichern.
Durch Kappadokien marschierte Alexanders Heer nach Kilikien. Dort nahm er nach einem kurzen Gefecht die Hauptstadt Tarsos ein, wo er bis zum Oktober blieb.

### Schlacht bei Issos (333 v. Chr.)

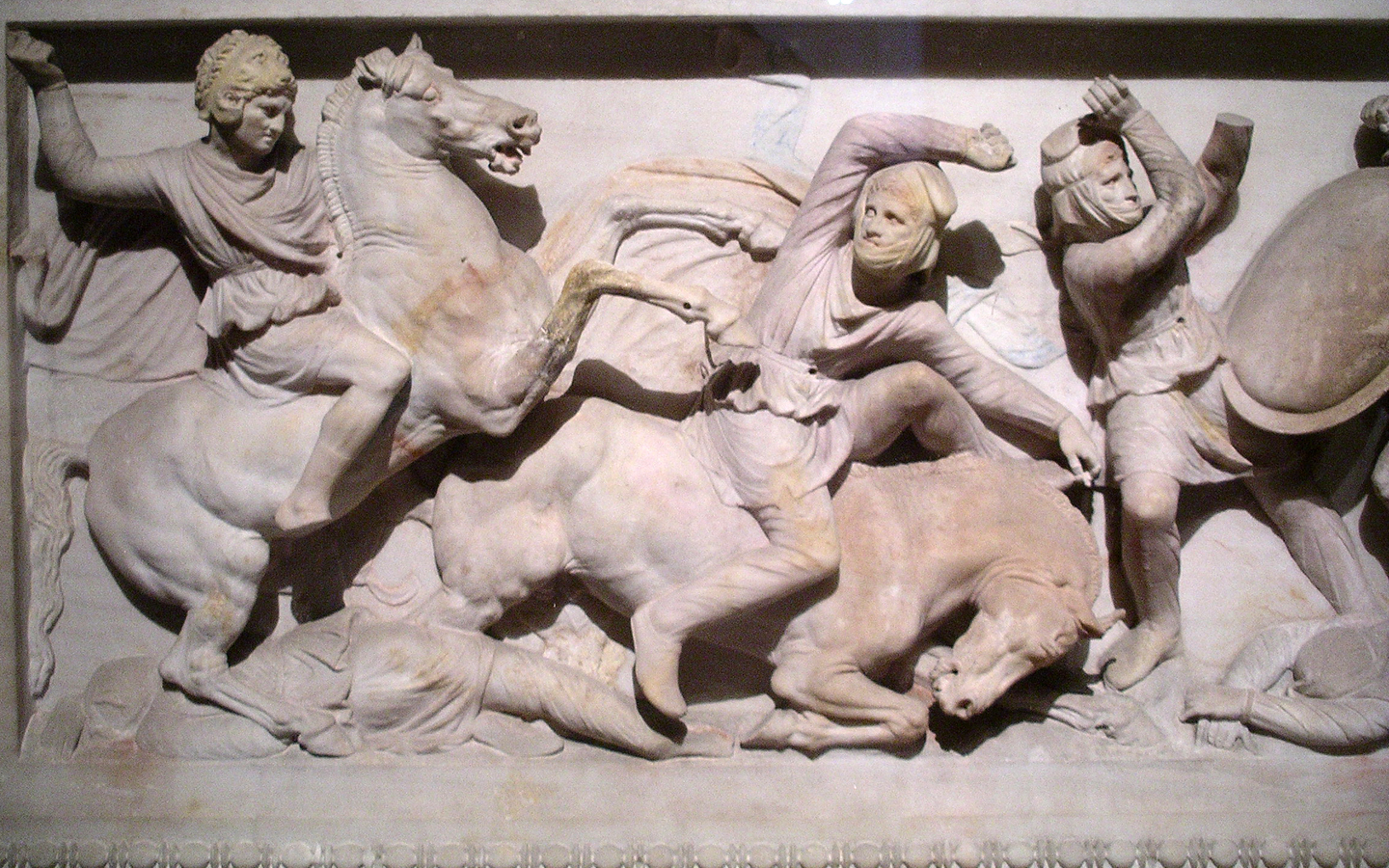
Alexander kämpft bei Issos Perser nieder, Detail vom „Alexandersarkophag“

In Tarsos erfuhr Alexander, dass Dareios III. die Bedrohung endlich ernst genug nahm, um selbst ein Heer aus dem persischen Kernland nach Westen zu führen. Plutarch zufolge war dieses persische Heer 600.000 Mann stark – eine Angabe, die sicherlich maßlos übertrieben ist: Der berühmte Althistoriker Karl Julius Beloch, der den Quellen immer sehr skeptisch gegenüberstand, schätzte die tatsächliche Zahl der Perser auf höchstens 100.000, die Stärke des makedonischen Heeres dagegen auf ca. 25.000 bis 30.000 Mann.
Dareios gelang es, Alexanders Armee im Norden zu umgehen und Issos zu besetzen, wodurch er die Nachschubwege blockierte. Auch ließ Dareios die in Issos zurückgebliebenen Verwundeten töten. In der Schlacht bei Issos trafen die Armeen im Kampf aufeinander, bis Dareios aufgrund der großen Verluste der Perser vom Schlachtfeld floh. Die Makedonen beklagten 450 Tote und 4000 Verwundete. Unbekannt sind die persischen Verluste, sie dürften aber weit höher gewesen sein. Insgesamt hatte die persische Führung während der Schlacht mehrere Fehler begangen, angefangen bei der Aufstellung – man hatte auf die Umgruppierungen Alexanders nicht reagiert. Auch als Symbol kam der Schlacht große Bedeutung zu: Dareios hatte sich als seinem Gegner nicht gewachsen gezeigt.
Zur Sicherung des Lagers der Perser sandte Alexander seinen General Parmenion nach Damaskus. Neben dem reichen Kriegsschatz befanden sich hier auch mehrere Mitglieder der königlichen Familie. Zu den Gefangenen, die in die Hände der Makedonen fielen, gehörten die Mutter des Dareios, seine Frau Stateira, ein fünfjähriger Sohn und zwei Töchter. Alexander behandelte sie mit Respekt. Außerdem wurde Barsine gefangen genommen, die Witwe des Memnon. Es kam zu einer Liebesaffäre zwischen Alexander und Barsine, aus der später ein Sohn hervorgehen sollte, der Herakles genannt wurde.
Schon bald bat Dareios Alexander um den Abschluss eines Freundschaftsvertrags und die Freilassung seiner Familie. Alexander antwortete, Dareios solle zu ihm kommen und Alexander als „König von Asien“ anerkennen, dann würde seine Bitte erfüllt; andernfalls solle er sich auf den Kampf vorbereiten.
Nach der Schlacht gründete Alexander die erste Stadt in Asien, die er nach sich benannte: Alexandretta, das heutige İskenderun. Hier siedelte er die 4000 Verwundeten der Schlacht an.

### Lage nach der Schlacht von Issos
Der Ausgang der Schlacht überraschte die antike Welt. Die Erwartungen der Herrscher von Karthago, in Italien, Sizilien, von Sparta bis Zypern, die Kalkulationen der Handelsherren im westlichen Mittelmeerraum, in Athen, auf Delos und in Phönizien erfüllten sich nicht: „… statt der erwarteten Siegesnachricht aus Kilikien kam die von der gänzlichen Niederlage des Großkönigs, von der völligen Vernichtung des Perserheeres.“
Auch die Delegationen aus Athen, Sparta und Theben, die im Hauptquartier des Großkönigs in Damaskus den Verlauf der Feldzüge verfolgten, wurden von Alexanders Feldherrn Parmenion gefangen gesetzt. Alexander selbst widerstand der Versuchung, den Krieg durch einen Marsch nach Babylon rasch zu entscheiden, doch hatte er es nicht einfach, seine Befehlshaber und Gefährten von einer Defensivstrategie zu überzeugen.
Nach wie vor beherrschte die persische Flotte das östliche Mittelmeer – sie verfügte zwar über keine Häfen mehr in Kleinasien, jedoch nach wie vor in Phönizien. Durch die Münzgeldtribute hier waren die finanziellen Mittel der Perser noch wenig eingeschränkt, und auch Ägypten stand ihnen noch als logistische und militärische Basis zur Verfügung.
Die kommenden Winterstürme ließen zwar keine Flottenunternehmungen mehr erwarten und damit auch keine Gefahr einer raschen Erhebung der Griechen gegen Makedonien – insbesondere des Spartanerkönigs Agis IV. Allerdings kam es nun auch auf das Verhalten der phönizischen Geschwader an, die einen Großteil der persischen Flotte stellten. Zwar verblieben sie in dieser Jahreszeit noch in der Fremde, doch nahm Alexander an, dass er diese Kontingente durch eine sofortige Besetzung ihrer Heimatstädte zumindest neutralisieren könne. Johann Gustav Droysen kommentiert: „Auch die kyprischen Könige glaubten, für ihre Insel fürchten zu müssen, sobald die phönikische Küste in Alexanders Gewalt war.“ Nach einer Besetzung Phöniziens und Ägyptens könne dann ein Feldzug nach Asien von einer gesicherten Basis aus geführt werden, obwohl die Perser natürlich auch Zeit für neue Rüstungen gewannen. Die Versammlung stimmte Alexanders Plan zu.
Die Schlacht von Issos hatte noch keine grundsätzliche Entscheidung gebracht: Entgegen den Erwartungen wurde das makedonische Heer nicht vernichtet, und Alexander besaß mit der persischen Kriegskasse in Damaskus die Mittel zur Fortführung des Feldzuges. Eingezogen wurden in Damaskus „2600 Talente in Münzgeld und 500 Pfund Silber“, die „(ausreichten), alle Soldschulden der Armee und Sold für etwa sechs weitere Monate zu bezahlen …“

### Belagerung von Tyros und das zweite Angebot des Dareios (332 v. Chr.)
Während die Städte in der nördlichen Hälfte Phöniziens – Marathos, Byblos, Arados, Tripolis und Sidon – sich dem Makedonen bereitwillig ergaben, war die dominierende Handelsmetropole Tyros allenfalls zu einem Vergleich bereit. Sie baute dabei auf ihre Insellage knapp vor der Küste, auf ihre vor Ort verfügbare eigene Flotte und die Unterstützung ihrer mächtigen Tochterstadt Karthago. Nachdem Alexander der Zutritt zur Stadt verwehrt worden war – sein Prüfstein war das Verlangen nach einem Opfer im Tempel des Stadtgottes Melkart, des tyrischen Herakles –, brach der König die Verhandlungen ab. Er beschloss, Tyros um jeden Preis einzunehmen, denn er plante schon den Vorstoß nach Ägypten und wollte eine feindliche Stadt, die sowohl mit den Persern als auch mit rebellischen Kräften in Griechenland kooperieren würde, nicht unbezwungen in seinem Rücken lassen. Eine von Arrian überlieferte angebliche Rede Alexanders vor seinen Offizieren, in der die strategischen Überlegungen erläutert werden, ist allerdings eine literarische Fiktion, die auf der Kenntnis des späteren Verlaufs des Feldzugs beruht. Vor dem Beginn der Belagerung bot Alexander den Tyrern Schonung an, falls sie kapitulierten. Sie töteten jedoch seine Unterhändler und warfen die Leichen von den Stadtmauern. Damit war der Weg zu einer Einigung endgültig versperrt.
Ohne Flotte blieb nur die Möglichkeit eines Dammbaues durch das zumeist seichte Gewässer, das die vorgelagerte Inselstadt von der Küste trennte, und der Versuch, mit Belagerungsmaschinen Teile der Mauern zu zerstören. Die Finanzierung dieser aufwendigen Methode, die eine entwickelte Technik und die dafür entsprechenden Materialien und Fachkräfte erforderte, konnte Alexander durch die Beute aus dem persischen Hauptquartier in Damaskus bewerkstelligen.
Ein erster Dammbau wurde von den Tyrern erfolgreich bekämpft: Es gelang ihnen bei stürmischem Wetter mit einem Brander die zwei Belagerungstürme an der Spitze des Dammes zu entzünden und durch Begleitschiffe mit Geschützen jeden Löschversuch zu vereiteln. Der Sturm riss zudem den vorderen Teil des Dammes weg. Der Vorfall löste im makedonischen Heer vorübergehende Entmutigung aus.
Dazu trafen Gesandte des Dareios ein und überbrachten ein neues Friedensangebot des Großkönigs, das Alexander „den Besitz des Landes diesseits des Euphrat“, 10.000 Talente Lösegeld für seine bei Issos gefangene Mutter Sisygambis und seine Gemahlin Stateira sowie die Hand seiner ebenfalls gefangenen Tochter Stateira anbot. Im Anschluss spielte sich ein vermutlich von Kallisthenes von Olynth, den Alexander als Hofhistoriker mit auf den Feldzug genommen hatte, verbreitetes Gespräch ab: Der Befehlshaber Parmenion meinte, wäre er Alexander, so würde er akzeptieren. Alexander entgegnete, das würde er auch tun, wenn er Parmenion wäre. Alexander ließ Dareios mitteilen, er, Alexander, werde sich nehmen, was er wolle; wenn Dareios etwas von ihm erbitten wolle, solle er zu ihm kommen.
Der Damm wurde in größerer Breite wiederhergestellt und mit neuen Türmen versehen. In der Zwischenzeit – nach den Winterstürmen – trafen auch die phönizischen Flottenkontingente und die Geschwader der Könige von Zypern in ihren Heimathäfen ein und standen nun Alexander zur Verfügung; insgesamt 250 Schiffe, darunter auch Vier- und Fünfruderer.
Diese Bundesgenossenschaft lag auch in der Feindschaft der kleineren Städte Phöniziens gegen Tyros begründet: Die Metropole hatte zwanzig Jahre zuvor zwar einen Aufstand unter Führung von Sidon gegen die Perser befürwortet und Hilfe zugesagt, dann jedoch den Verlauf der Auseinandersetzungen abgewartet und war von den Persern für diese Haltung belohnt worden. Nach der Niederschlagung der Erhebung und der Zerstörung von Sidon errang Tyros die Vorherrschaft unter den phönizischen Handelsstädten.
Während die neu gewonnene Flotte ausgerüstet wurde, unternahm Alexander eine Expedition durch das küstennahe Gebirge des Antilibanon, um die Festungen von Gebirgsstämmen zu bezwingen, den Nachschub (Holz für den Maschinenbau) und die Verbindung nach Damaskus zu sichern.
Die Karthager konnten den Tyrern nicht helfen, da sie sich im Krieg mit Syrakus befanden. Nach weiteren wechselvollen Kämpfen um die Stadtmauern und zur See, die die Tyrer immer mehr Schiffe kosteten, war die Zeit zum Sturmangriff reif. Alexander beschloss einen kombinierten Land- und Seeangriff. Auf der durch den Damm erreichbaren Seite gelang es, Breschen in die Mauern zu schlagen und ein Landeunternehmen durchzuführen. Die phönizischen Schiffe sprengten die Sperrketten im Südhafen und bohrten die dort liegenden Schiffe in den Grund, die zyprische Flotte verfuhr ebenso im Nordhafen – dort gelang es den Truppen, zusätzlich in die Stadt einzudringen. Die überlieferte Zahl von 8000 Gefallenen der Stadt soll sich auf die gesamte Belagerungszeit beziehen. Ob die anschließende angebliche Kreuzigung von 2000 Kämpfern den Tatsachen entspricht, ist umstritten. Im Vorfeld des letzten Angriffes ließ Alexander Schiffe der Karthager und seiner verbündeten Phönizier zur Evakuierung der Bevölkerung passieren. In Heiligtümer oder Tempel Geflüchtete wurden verschont.
Zahlreiche Einwohner – die überlieferte Zahl von 30.000 gilt allerdings als stark übertrieben – wurden in die Sklaverei verkauft. Das war in der Antike eine gängige Praxis, um die Kriegskassen aufzufüllen. Alexander soll allerdings sehr selten zu diesem Mittel gegriffen haben, da er die Bevölkerung für sich gewinnen wollte, denn er konnte sich eine ständige Bedrohung durch Aufständische in seinem kaum durchgängig besetzbaren Hinterland nicht leisten.
Tyros wurde wieder aufgebaut und neu besiedelt, um unter makedonischer Hoheit die beherrschende Position in Phönizien zu sichern. Die Nachricht von diesem mit modernster Kriegstechnik errungenen Sieg – die Belagerungstürme sollen eine Höhe von 45 Metern erreicht haben – machte in der antiken Welt weit über die betroffene Region hinaus einen starken Eindruck.

### Eroberung von Gaza
Alexander, der während der Belagerung auch die Verwaltung und Logistik in den neu gewonnenen Gebieten ordnete, „brach etwa Anfang September 332 von Tyros auf.“ Die Städte und Stämme im südlichen Syrien ergaben sich bis auf die Hafenstadt Gaza.
Die Stadt war seit Jahrhunderten der Hauptumschlagplatz des Gewürzhandels. Mit einer Eroberung Gazas konnte Alexander einen der lukrativsten Handelsbereiche zwischen Ost und West unter seine Kontrolle bringen, doch standen den Makedonen dort nicht nur eine recht starke persische Garnison, deren Kommandeur, ein Eunuch namens Batis, als gegenüber Dareios besonders loyal galt, sondern auch arabische (nabatäische) Söldnertruppen gegenüber. Gaza konnte sich rund zwei Monate halten und wurde erst nach harten Kämpfen erobert, bei denen Alexander selbst verwundet wurde. Wie zuvor im Fall von Tyros verhielt sich Alexander nach seinem Sieg gnadenlos gegenüber den Verteidigern. Möglicherweise ist der erbitterte persische Widerstand auch auf die Strategie des Dareios zurückzuführen, sich im Westen so viel Zeit wie möglich zu erkaufen, um im Osten weitere Truppen für den Kampf gegen Alexander zu sammeln. Dass der Kommandant Batis nach der Eroberung wie Hektor durch Achilles vor Troja um die Stadt geschleift worden sein soll, wird angezweifelt.

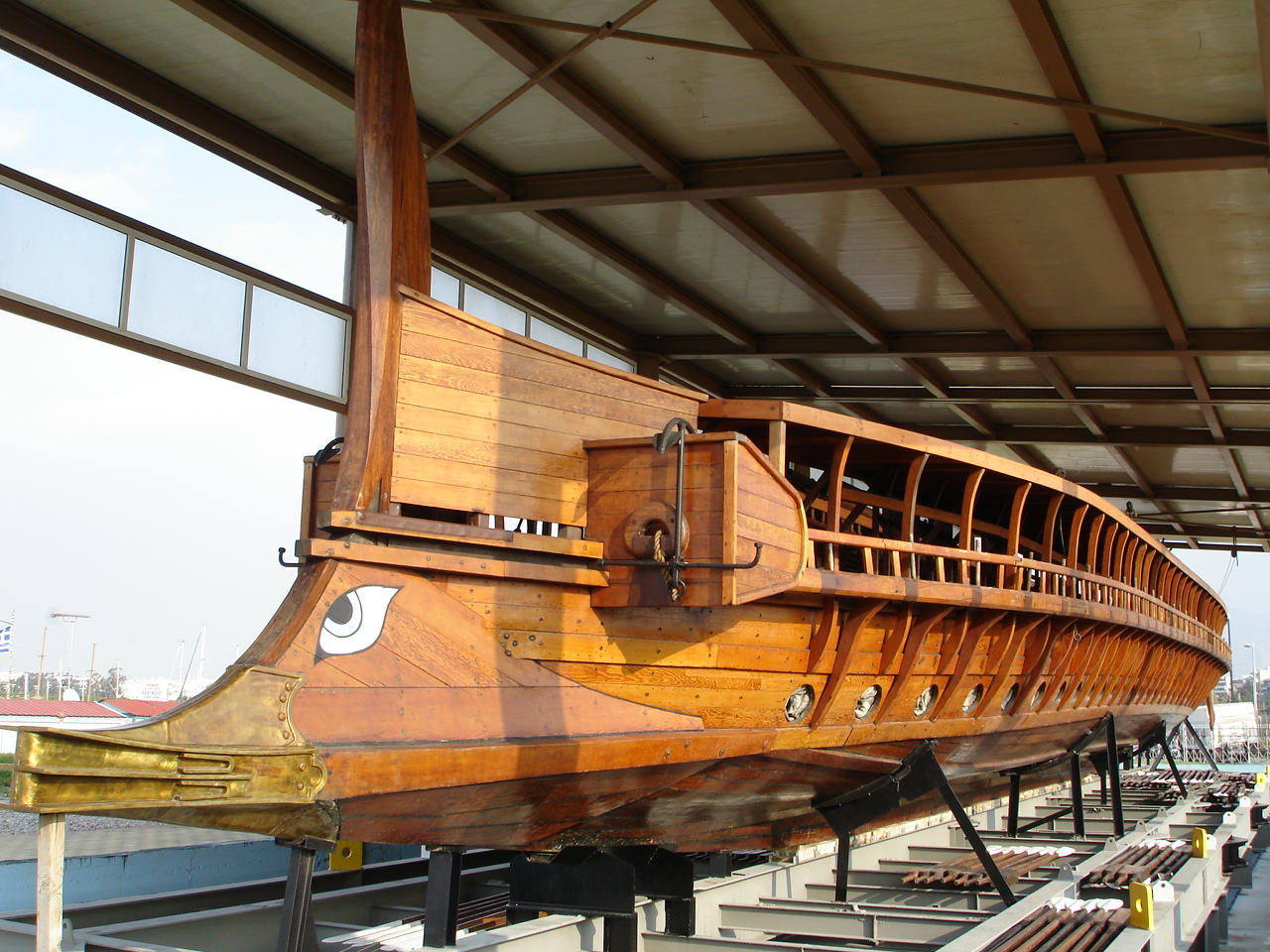
Griechische Triere um 400 v. Chr.

Einen unmittelbaren Gewinn konnte sich Alexander von einer Eroberung nicht versprechen, denn die Gewürzhandelsgeschäfte des Jahres waren abgeschlossen, da „die Route nur einmal im Jahr befahren wurde.“ Wetterverhältnisse und „Orientierungsschwächen beschränkten die Aktivitäten mediterraner Seefahrt auf das halbe Jahr zwischen Mai und Oktober, in dem das Wetter in der Regel verläßlich gut war. […] Faktisch lag der Zeitpunkt Mitte August (Hesiod, 700 v. Chr.), denn es stand auch noch die Rückreise an.“ Organisiert war diese Fahrt bis in die Spätantike als riesiges „Kauffahrtgeschwader“ zuerst entlang der östlichen Küsten – vor allem Kornfrachter, Sklaven- und Baumaterial-Transporten sowie Postschiffen und anderen, die dann übers Meer von Kriegsschiffen begleitet wurden. Durch die Belagerung von Tyros waren die Handelsunternehmen 332 v. Chr. schon stark beeinträchtigt worden.
Alexander nahm sofort den Hafen von Gaza zum Antransport der zerlegten Belagerungsmaschinen in Beschlag. Die Stadt selbst lag nahe dem Meer auf einem flachen Hügel. Gaza war auch der letzte freie Ankerplatz für die persische Flotte in Syrien und somit auch an der kompletten östlichen Mittelmeerküste. Die Flotte war mittlerweile in Auflösung begriffen, da die griechischen Kontingente nun ebenfalls – klimabedingt – im Herbst in ihre Heimathäfen zurück segelten.
Es wird davon ausgegangen, dass der Gewürztransport nach Gaza danach in der „Felsenstadt“ Petra – der davor liegenden Station der Weihrauchstraße – angehalten wurde. Petra war „zentrales Weihrauchlager“, da die Stadt in einem Talkessel gewaltige Lagerhallen (Höhlen) besaß. „In Petra saßen die Ökonomen, die kontrollierten, was sie zu welchem Preis an die mediterranen Küsten bringen wollten.“ Für 332 war das Geschäft allerdings schon gelaufen.
Den jahreszeitlichen Bedingungen zufolge kehrten im Herbst auch die Kauffahrtsflotten zurück und trafen in Phönizien überall in Häfen ein, die von den Makedonen kontrolliert wurden. Die Auflösung der persischen Kriegsflotte im Herbst war ebenfalls eine Routineangelegenheit, doch war es allen Beteiligten klar, dass die Kontingente auf Grund der makedonischen Besetzung sämtlicher Festlandshäfen im östlichen Mittelmeer im nächsten Frühjahr nicht wieder unter persischem Kommando zusammengeführt werden würden.

### Seekrieg (332 v. Chr.)
Während Alexander mit dem Heer 332 v. Chr. den größten Teil des Jahres mit Belagerungen zur Vervollständigung seiner Blockade der persischen Seemacht verbrachte – und dabei die phönizischen Hafenstädte und ihren Handel unter seine Kontrolle nahm –, war die Flotte der Perser durch den bereits im Frühjahr erfolgten Abzug der phönikischen und kyprischen Kontingente geschwächt und verhielt sich defensiv.
Die persischen Admirale Pharnabazos und Autophradates versuchten – meist mit Hilfe begünstigter oder eingesetzter Machthaber – die wichtigsten Inseln unter ihrer Kontrolle zu behalten. In Griechenland, das Alexanders Statthalter Antipater bis auf die Peloponnes fest im Griff hatte, rührte sich kein Widerstand. Lediglich der Spartanerkönig Agis III. setzte noch auf die persische Karte und hatte Kreta durch seinen Bruder und Mitregenten Agesilaos besetzen lassen.
Doch schon im Vorjahr, noch während des Aufenthalts in Gordion 333 v. Chr., hatte Alexander „Amphoteros, den Bruder des Orestiden Krateros“ beauftragt, „‚in Übereinstimmung mit den Abmachungen des Bündnisses‘ eine neue griechische Flotte auszurüsten.“ Dank „der erbeuteten Schätze aus Sardis“ gelangen die Anfänge dazu und nach dem Sieg bei Issos und dem darauf folgenden Winter, der keine Flottenunternehmungen zuließ, stand Alexanders neue Flotte im Frühjahr 332 v. Chr. bereit.
Nun konnten die makedonischen Nauarchen Hegelochos und Amphoteros ihrerseits systematisch die Inseln besetzen – von Tenedos und Chios (wo der persische Admiral Pharnabazos mit der Besatzung von 15 Trieren in Gefangenschaft geriet) – bis nach Kos und schließlich Lesbos. Dort handelte der athenische Söldnerführer Chares mit zweitausend Mann freien Abzug aus und begab sich nach Tainaron, dem Hafen und Söldnermarkt südlich von Sparta.
Amphoteros unterwarf zuletzt noch die kretischen Stützpunkte, während Hegelochos bereits nach Ägypten steuerte, „um selbst die Meldung vom Ausgang des Kampfes gegen die persische Seemacht zu überbringen, zugleich die Gefangenen abzuliefern […] So war mit dem Ausgang des Jahres 332 der letzte Rest einer persischen Seemacht, die das makedonische Heer im Rücken zu gefährden und dessen Bewegungen zu hindern vermocht hätte, vernichtet.“

### Besetzung Ägyptens (332–331 v. Chr.)
Nach der Eroberung von Gaza machte sich Alexander mit einem Teil seines Heeres auf den Weg nach Ägypten.
Ägypten war in den vorangegangenen sieben Jahrzehnten mehrfach von den Persern angegriffen und besetzt worden und ging ihnen regelmäßig durch Aufstände wieder verloren. Erst seit drei Jahren war es wieder in der Hand des Großkönigs, doch „Ägypten war von Truppen entblößt, weil der Satrap Sabakes mit einem großen Aufgebot nach Issos gekommen und selbst dort gefallen war. […] Mazakes, vom Großkönig […] zum (neuen) Satrapen ernannt, konnte nicht an Widerstand denken.“ Er übergab unter Auslieferung von 800 Talenten für freies Geleit die Grenzfestung Pelusion.
Ein Teil der makedonischen Flotte segelte nun den Nil aufwärts zur Hauptstadt Memphis, während sich Alexander mit den Truppen auf dem Landmarsch über Heliopolis dorthin begab. In Memphis opferte Alexander dem ägyptischen Gott Apis, wie er auch den Göttern anderer eroberter Länder Opfer darbrachte, anstatt ihn zu verachten wie der persische Großkönig Artaxerxes III., der den heiligen Stier des Gottes hatte töten lassen. „Als Gegengabe scheint Alexander als Pharao des Oberen und Unteren Ägyptens gekrönt worden zu sein, wenngleich diese Ehrung nur in dem „frei erfundenen“ Alexander-Roman erwähnt wird.“ „Die Krönung kann nicht auf einen Monat genau datiert werden, bestätigt wird sie aber durch die Pharaonentitel, die ihm in ägyptischen Tempelinschriften [etwa auf dem Amun-Tempel von Luxor] zugeschrieben sind.“
Alexander zog danach am westlichen Nil entlang nordwärts und gründete im Januar 331 v. Chr. an der Mittelmeerküste Alexandria, die bedeutendste all seiner Stadtgründungen.
Im März zog Alexander von Paraetonium aus 400 Kilometer südwestwärts durch die Wüste zum Orakel von Siwa, einem dem Gott Amun geweihten Tempel. Was er dort an Botschaften empfing, ist unbekannt. Antike Quellen berichten, Alexander habe dort erfahren, dass er der Sohn des Zeus sei; so soll ihn der oberste Priester als „Sohn des Zeus“ begrüßt haben. Jedoch hatte Alexander sich schon vorher als Sohn des Zeus bezeichnet.
Womöglich sollte man den religiös-kulturellen Aspekt dieser Reise aber nicht zu sehr gewichten, denn ebenso können ökonomische Gründe eine Rolle gespielt haben, so die Unterwerfung der Kyrenaika und die Kontrolle über die wirtschaftlich wichtigen Karawanenwege in dieser Region. Von Siwa kehrte Alexander nach Memphis zurück, verweilte dort einige Wochen und führte seine Truppen dann zurück nach Palästina.

### Eroberung des persischen Kernlands (331–330 v. Chr.)
Im Mai 331 v. Chr. kehrte Alexander nach Tyros zurück. Er befahl hier den Wiederaufbau der Stadt, die er mit befreundeten Phöniziern wieder besiedeln ließ. 15.000 zusätzliche Soldaten waren im Frühling aus Makedonien entsandt worden, und bei Tyros trafen sie im Juli mit Alexander zusammen. Seine Armee bestand nun aus 40.000 Fußsoldaten und 7000 Reitern.
Alexander zog ostwärts durch Syrien und überquerte den Euphrat. Sein Plan mag gewesen sein, von hier aus südwärts nach Babylon zu ziehen, doch eine Armee unter dem persischen Satrapen Mazaios verstellte den Weg. Alexander vermied die Schlacht, die ihn viele Männer gekostet hätte, und zog stattdessen nordwärts. Derweil zog Dareios selbst eine neue große Streitmacht in Assyrien zusammen, und dieses Heer war es, das Alexander treffen wollte. Im September 331 v. Chr. überquerte das Heer den Tigris.
Am 20. September, unmittelbar vor der Schlacht, kam es zu einer Mondfinsternis, die die Perser verunsicherte, weil sie sie als schlechtes Omen deuteten. Das Heer Alexanders lagerte 11 Kilometer von der persischen Armee entfernt bei einem Dorf namens Gaugamela, weshalb die folgende Schlacht als Schlacht von Gaugamela bekannt wurde. Am 1. Oktober kam es zum Kampf. Wenngleich das Heer des Dareios auch diesmal den Truppen Alexanders zahlenmäßig weit überlegen war, siegte abermals Alexander. Er vermochte aber nicht, Dareios selbst zu töten oder gefangen zu nehmen. Obwohl dieser damit erneut entkommen war, war seine Armee praktisch vernichtet. Alexander dagegen hatte nun die Herrschaft über Babylonien gewonnen und konnte ungehindert ins reiche Babylon einziehen. Mazaios, der sich nach der Schlacht von Gaugamela nach Babylon zurückgezogen hatte, übergab die Stadt an Alexander, der sie durch das Ischtar-Tor betrat und sich zum „König von Asien“ ausrufen ließ.
Während die Griechen die Völker Asiens zuvor als Barbaren verachtet hatten, sah Alexander sie mit anderen Augen. Fasziniert von der Pracht Babylons befahl er die Schonung aller Bauwerke. Alexander verzieh dem persischen Satrapen Mazaios und ernannte ihn zu seinem Statthalter in Babylon.
Nach fünfwöchigem Aufenthalt zog Alexander weiter ostwärts, um die großen persischen Städte im Kernland anzugreifen. Susa ergab sich kampflos. Im Januar 330 v. Chr. erreichten die Makedonen die persische Hauptstadt Persepolis. Zahlreiche Einwohner begingen vor seinem Einzug Selbstmord oder flohen. Die ältere Meinung, Alexander habe die Stadt plündern und den Königspalast niederbrennen lassen, ist inzwischen von der jüngeren Quellenkritik relativiert worden. Archäologische Funde bestätigen, dass lediglich die Gebäude, die Xerxes I. errichtet hatte, brannten, was die Darstellung Arrians wahrscheinlicher macht.

### Verfolgung und Tod des Dareios (330 v. Chr.)

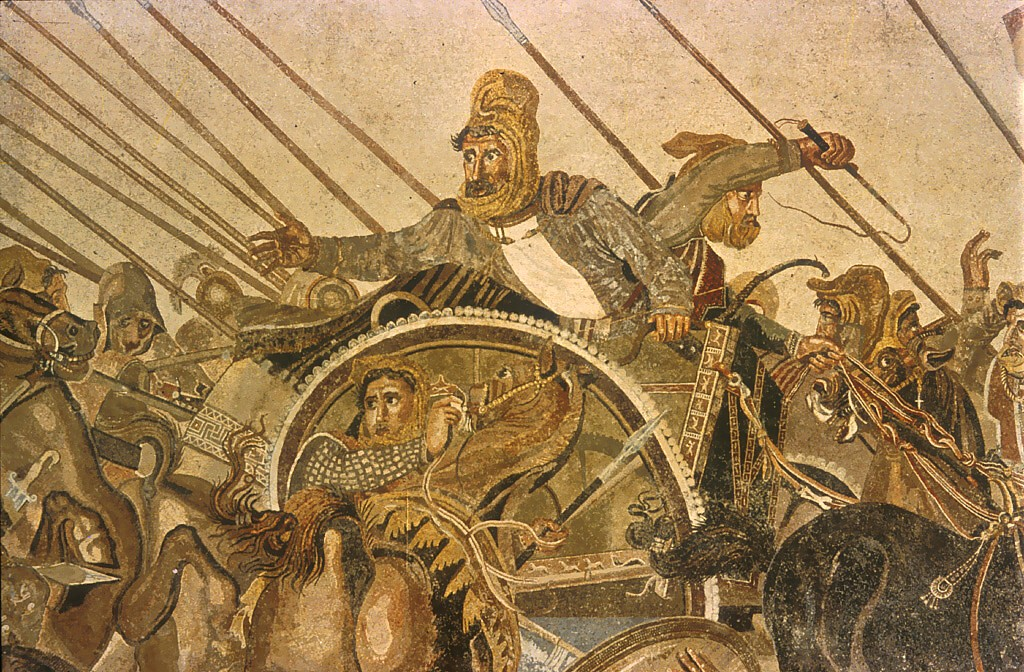
Der vom Schlachtfeld fliehende Dareios
(Detail aus dem „Alexanderschlacht-Mosaik“)

Zwar war Persien nun in Alexanders Hand, doch König Dareios III. war noch immer am Leben und auf der Flucht. Da Alexander mitgeteilt worden war, dass Dareios sich in Medien aufhalte, folgte er seiner Spur im Juni nach Nordwesten nach Ekbatana. Doch auch Dareios’ Anhängerschaft hatte jetzt keine Hoffnung mehr, Persien zurückzugewinnen. Die Vollkommenheit der Niederlage ließ nur die Möglichkeit zu, sich zu ergeben oder zeitlebens zusammen mit Dareios zu fliehen. Bisthanes, ein Mitglied der Königsfamilie, entschied sich, in Ekbatana zu bleiben, wo er Alexander empfing und ihm die Stadt übergab. Alexander zeigte sich wiederum großzügig und ernannte einen Perser zu seinem Statthalter in Medien. In Ekbatana entließ Alexander auch die griechischen Verbündeten und die thessalischen Reiter, was als Zeichen zu verstehen war, dass der vom Korinthischen Bund beschlossene „Rachefeldzug“ damit beendet war. Teile des Bundesheeres wurden jedoch von Alexander als Söldner angeworben.
Dareios setzte inzwischen seine Flucht fort. Er hoffte, Zuflucht in Baktrien zu erhalten, wo ein Verwandter namens Bessos Satrap war. Bessos aber setzte Dareios gefangen und schickte einen Unterhändler zu Alexander. Er bot ihm an, Dareios an die Makedonen zu übergeben, wenn im Gegenzug Baktrien frei bliebe. Alexander ging nicht auf die Verhandlungen ein und setzte die Verfolgung fort. Bessos tötete seine Geisel im Juli und floh seinerseits. Die Leiche des Dareios wurde von Alexander nach Persepolis gebracht und dort feierlich beigesetzt.

### Verfolgung des Bessos (330–329 v. Chr.)
In der Zwischenzeit hatte Alexander erkannt, dass er zur Sicherung der Herrschaft über das Perserreich die Unterstützung der persischen Adligen brauchte. Er nutzte Dareios’ Ermordung daher, die Perser zu einem Rachezug gegen Bessos aufzurufen, der sich nun den Namen Artaxerxes gegeben hatte und sich Großkönig von Persien nannte. Die Soldaten waren wenig begeistert davon, dass sie den Tod ihres Erzfeindes vergelten und zudem gemeinsam mit Persern kämpfen sollten. Außerdem war ihnen das Land im Nordosten vollkommen unbekannt. Die dortigen Provinzen Baktrien und Sogdien lagen in etwa auf den Territorien der heutigen Staaten Afghanistan, Usbekistan und Turkmenistan.
Im August 330 v. Chr. brach Alexander zu einem neuen Feldzug auf und eroberte zunächst Hyrkanien an der Südküste des Kaspischen Meeres. Unter jenen, die mit Alexander kämpften, war Oxyartes, ein Bruder des Dareios. Statt von Hyrkanien den direkten Weg nach Baktrien zu wählen, zog Alexander über Aria, dessen Satrap Satibarzanes an Dareios’ Gefangennahme beteiligt gewesen war. Alexander eroberte die Hauptstadt Artacoana, verkaufte die Einwohner in die Sklaverei und benannte die Stadt in Alexandreia um; der heutige Name der Stadt ist Herat.
Auf seinem weiteren Weg kam es zu einem Zwischenfall, als Philotas, der Sohn des Parmenion, beschuldigt wurde, einen Anschlag auf Alexanders Leben unternommen zu haben. Ob dieser Versuch wirklich unternommen worden war, ist unklar. Vielleicht diente die Affäre Alexander bloß als Vorwand, sich Parmenions zu entledigen, der zum Wortführer seiner Kritiker avanciert war. Sie missbilligten Alexanders Neigung, die Perser zu ehren und ihre Gewänder zu tragen, und sahen dies als Anbiederung an ein barbarisches Volk an. Philotas wurde an Ort und Stelle mit einem Speer getötet. Ein Kurier wurde dann zu den Adjutanten des in Ekbatana gebliebenen Parmenion gesandt. Sie töteten Parmenion auf Alexanders Befehl.
Nach beschwerlicher Reise entlang des Flusses Tarnak erreichte Alexander im April 329 das Zentrum des heutigen Afghanistan und gründete Alexandria am Hindukusch (heute Chârikâr). Von hier aus wollte Alexander das Gebirge überschreiten und auf diesem Wege in Baktrien einfallen. Einer Legende zufolge fand man hier den Berg, an den der Titan Prometheus gekettet worden war.
Als die Nachricht nach Baktrien gelangte, dass Alexander dabei war, den Hindukusch zu übersteigen, fürchteten die Einwohner von Baktra (heute Balch) die Bestrafung ihrer Stadt und vertrieben Bessos. Die beschwerliche Überquerung des Gebirges hatte die Soldaten indessen gezwungen, manche ihrer Lasttiere zu schlachten. Als sie erschöpft in Baktrien ankamen, wurde das Land ihnen kampflos übergeben. Alexander ernannte seinen persischen Vertrauten Artabazos, den Vater der Barsine, zum Satrapen.
Alexander hielt sich nicht lange in Baktra auf und folgte weiterhin Bessos, der nordwärts zum Oxus (Amudarja) geflohen war. Der 75 Kilometer lange Marsch durch wasserlose Wüste wurde vielen zum Verhängnis. Bessos hatte inzwischen alle Schiffe zerstören lassen, mit denen man den Amudarja hätte überqueren können. Die Makedonen brauchten fünf Tage, um genügend Flöße für die Überquerung des Flusses anzufertigen. Dann setzten sie in Sogdien im heutigen Turkmenistan über.
Die Begleiter des Bessos wollten nun nicht länger fliehen. Sie meuterten gegen ihn, nahmen ihn gefangen und händigten ihn an Alexander aus. Dieser zeigte sich gnadenlos und ließ Bessos die Nase und die Ohren abschneiden. Anschließend übergab Alexander den Verstümmelten an Dareios’ Bruder Oxyartes, damit er ihn nach Medien an den Ort brächte, wo Dareios ermordet worden war. Dort wurde Bessos gekreuzigt.
Alexander ging indessen weiter nach Norden und erreichte die sogdische Hauptstadt Marakanda (heute Samarkand). Das Perserreich unterstand nun Alexander, und niemand außer ihm selbst erhob mehr Anspruch auf den Königstitel über Persien.

### Alexander in Sogdien (329–327 v. Chr.)

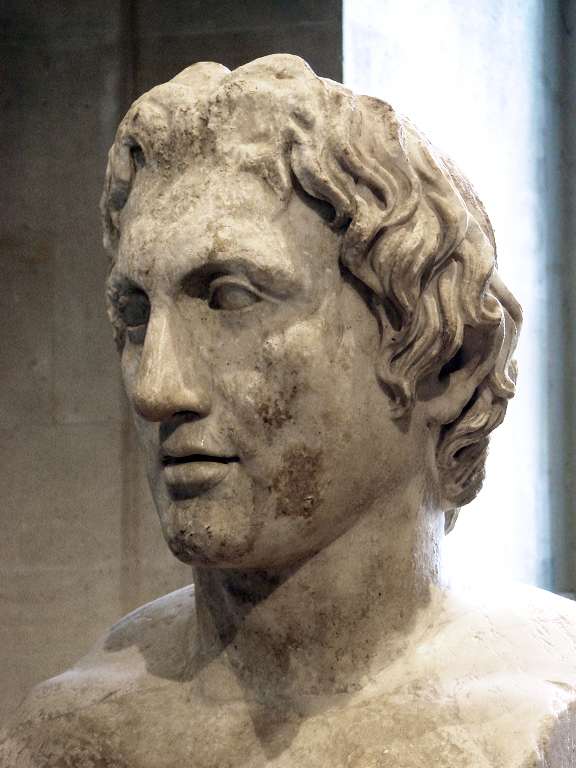
Alexander-Büste des Lysipp, römische Kopie eines Originals von etwa 330 v. Chr.

Nach der Einnahme von Marakanda zog Alexander noch weiter bis zum Syrdarja und gründete dort im Mai 329 v. Chr. die Stadt Alexandria Eschatê („das entfernteste Alexandria“), das heutige Chudschand in Tadschikistan. Etwa gleichzeitig erhob sich die Bevölkerung Sogdiens gegen ihn. Anführer der Rebellion, die Alexander erhebliche Schwierigkeiten bereitete, war ein Mann namens Spitamenes, der zuvor Bessos verraten und an Alexander übergeben hatte. Die Sogdier, die Alexander zunächst begrüßt hatten, nun jedoch sahen, dass eine Fremdherrschaft durch eine andere ersetzt wurde, machten die makedonischen Besatzungen nieder. Alexander zog Truppen zusammen und marschierte von einer rebellischen Stadt zur anderen, belagerte sieben von ihnen und tötete anschließend sämtliche männlichen Einwohner, wohl um ein abschreckendes Exempel zu statuieren. In der Zwischenzeit eroberte Spitamenes Marakanda zurück, doch Alexander gewann die Stadt erneut, wobei Spitamenes allerdings entkam. Da das Heer geschwächt und stark reduziert war, musste Alexander von der Verfolgung ablassen. Im Zorn brannte er Dörfer und Felder jener Bauern nieder, die die sogdische Revolte unterstützt hatten. Für den Winter 329/328 v. Chr. zog er sich nach Baktra zurück und erwartete neue Truppen, die bald darauf aus dem Westen eintrafen und bitter benötigt wurden.
Im Frühling 328 v. Chr. kehrte Alexander nach Sogdien zurück. Den Quellen zufolge gründete er am Amudarja ein weiteres Alexandria, das vielleicht mit der heutigen Siedlung Ai Khanoum identisch ist. Der Kampf gegen die sogdischen Rebellen dauerte das ganze Jahr. Erst Monate später zeigte sich, dass die Anhänger des Spitamenes ihren Befehlshaber zu verlassen begannen. Das Haupt des Rebellenführers wurde Alexander schließlich im Dezember 328 v. Chr. überbracht.
Während der Sieg gefeiert wurde, kam es zu einem Streit zwischen Alexander und seinem General Kleitos. Kleitos, der altmakedonisch gesinnt war, sollte demnächst nach Baktrien aufbrechen. Grund war vermutlich sein Alter, aber Kleitos sah dies als Herabsetzung an. Es ist auch möglich, dass Kleitos bei dieser Gelegenheit die Proskynese kritisierte, ein von Alexander übernommenes persisches Hofritual der Unterwerfung unter den Herrscher. Die Streitenden waren zu diesem Zeitpunkt betrunken, und Kleitos hatte Alexanders Vater Philipp zu loben begonnen. Hierdurch fühlte sich Alexander so beleidigt, dass es zum Streit kam, in dessen Verlauf Alexander vergeblich nach seinen Waffen suchte, da sie vorsichtshalber von einem Leibwächter beiseitegelegt worden waren. Alexander, der möglicherweise Verrat befürchtete, rief in höchster Erregung auf Makedonisch nach einer Lanze, entriss einer Wache eine und tötete mit ihr Kleitos, der ihm am Granikos das Leben gerettet hatte. Als Alexander wieder bei Besinnung war, bereute er diese Tat zutiefst: Es heißt, er solle geklagt und geweint und versucht haben, sich das Leben zu nehmen. Er sah diese Tat jedenfalls als einen seiner schwersten Fehler an. Alexanders Neigung zu übermäßigem Alkoholgenuss, zumeist in allgegenwärtiger Gesellschaft, blieb eine Schwäche, bei der er häufig die Selbstkontrolle verlor. Das gemeinsame Trinken der Männer (Symposion) gehörte fest zum gesellschaftlichen Leben in der griechischen Welt.
Im folgenden Jahr 327 v. Chr. eroberte Alexander noch zwei sogdische Bergfestungen. Dann war niemand mehr übrig, der ihm Widerstand hätte leisten können. Zwei Jahre hatten die Sogdier sich gegen Alexander erhoben und ihn in immer neue Scharmützel verwickelt. Nach dieser Zeit waren die meisten von ihnen tot oder versklavt. Bevor Alexander nach Baktrien zurückkehrte, ließ er 11.000 Mann Besatzung in den eroberten Gebieten Sogdiens zurück.

### Alexander in Baktrien (327 v. Chr.)
Zurück in Baktra gab Alexander eine Reihe von Befehlen, die seine makedonische Generalität weiter von ihm entfremdete. Da sich baktrische Reiter bei den Feldzügen in Sogdien als hilfreich erwiesen hatten, befahl Alexander seinen Generälen, 30.000 junge Perser und Baktrier zu Phalanx-Soldaten auszubilden. Auch in die Kavallerie wurden Einheimische integriert. Die Soldaten akzeptierten die Auflagen widerstrebend, denn noch immer trauten sie den Persern nicht.
Alexander heiratete in Baktra die sogdische Prinzessin Roxane, Tochter eines Mannes namens Oxyartes (nicht identisch mit dem gleichnamigen Bruder des Dareios). Durch diese politische Heirat gedachte er zur Befriedung Sogdiens beizutragen. Dafür schickte Alexander seine langjährige Geliebte Barsine und den gemeinsamen unehelichen Sohn Herakles fort. Die Heirat war auch eine Beleidigung für Alexanders Verbündeten Artabazos, den Vater der Barsine, seinen Statthalter in Baktrien.
Außerdem versuchte Alexander, das persische Hofritual der Proskynese einzuführen: Jeder, der vor den König treten wollte, musste sich vor ihm verbeugen und das Gesicht auf den Boden pressen. Freie Makedonen und Griechen unterzogen sich einer solchen Unterwerfungsgeste allerdings nur vor den Göttern. Es heißt, dass mehrere von Alexanders Generälen sich weigerten, sich derart vor ihm zu erniedrigen. Fortan galt sie nur noch für Perser.
Alexanders Anordnungen wurden als so befremdlich empfunden, dass es diesmal zur offenen Revolte unter den griechischen Soldaten zu kommen drohte. Im Rahmen der sogenannten Pagenverschwörung ließ Alexander auch eine Reihe von einstigen Gefolgsleuten hinrichten, darunter seinen Hofbiografen Kallisthenes.

### Indienfeldzug (326 v. Chr.)

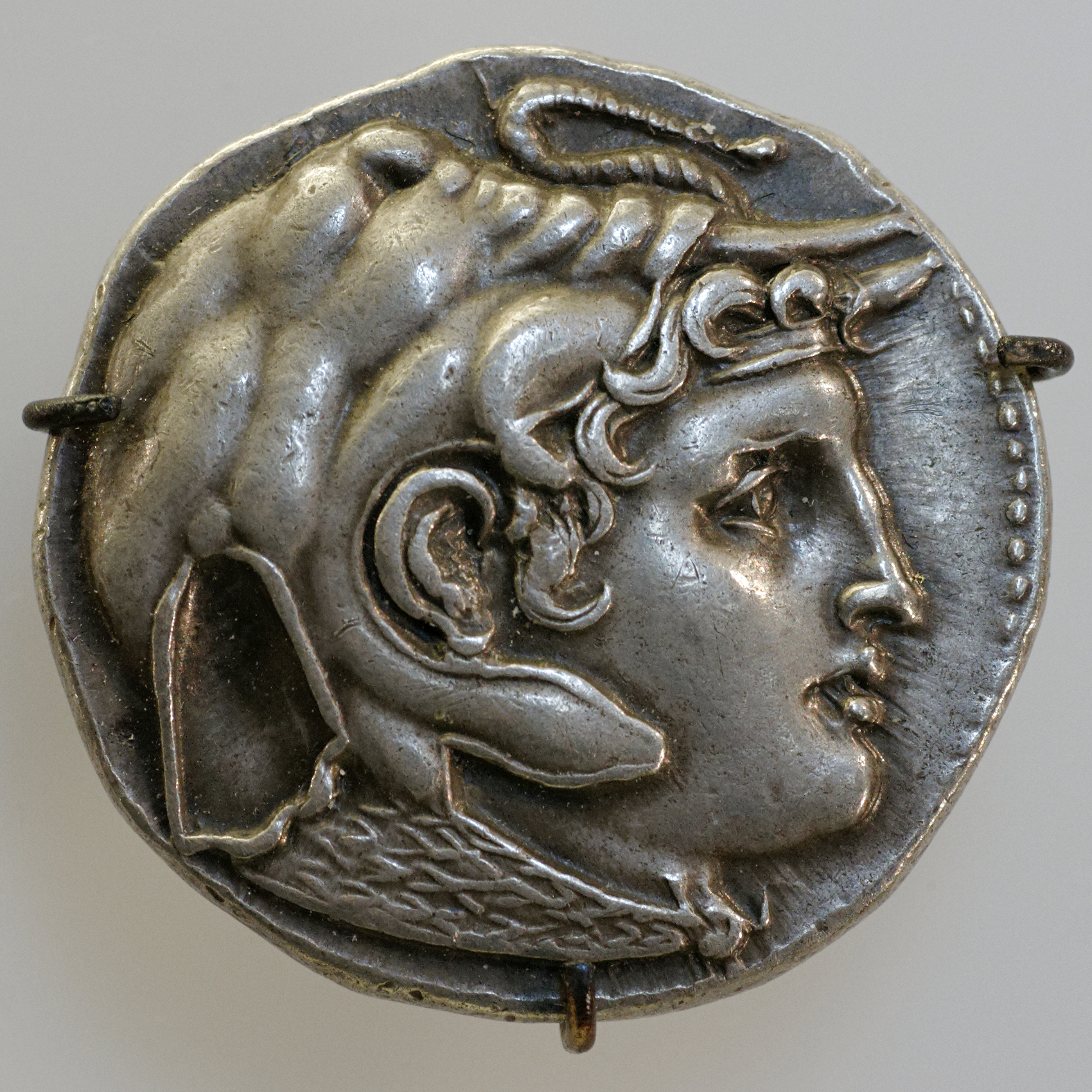
Alexander mit Elefantenskalp, Symbol seiner indischen Eroberungen

Nach der Eroberung des gesamten Perserreichs fasste Alexander den Beschluss, sein Imperium weiter nach Osten auszudehnen. Indien war für die Griechen ein halblegendäres Land, über das sie kaum etwas wussten. Das Land, das damals Indien genannt wurde, ist nicht identisch mit dem heutigen Staat Indien. Es begann dort, wo Persien endete, im Osten Afghanistans, und umfasste Pakistan und das heutige Indien. Eine definierte Ostgrenze gab es nicht, da kein Reisender jemals weit nach Indien vorgedrungen war. Die westlichsten Teile jenes Indiens hatten zu Zeiten Dareios’ I. zu Persien gehört. Indien war kein geeinter Staat, sondern bestand aus einer Vielzahl von Kleinstaaten. Für den Indienfeldzug gab es keinerlei militärische Notwendigkeit. Die Gründe werden auch heute noch in der Forschung diskutiert, ohne dass bisher eine Einigung erzielt worden wäre. Möglicherweise waren es Alexanders Kriegslust, eine Art irrationales Streben und Sehnsucht nach Erfolgen (pothos) – Arrian spricht davon, Alexander sei „Sklave seines unstillbaren Ehrgeizes“ gewesen. Auch Thesen wie die von dem Bestreben, seine Autorität durch immer neue militärische Siege zu festigen, werden angeführt. Auch seine Neugier und sein Forscherdrang, auf die es in den Quellen zahlreiche Hinweise gibt, spielten eine Rolle.
Anfang des Jahres 326 v. Chr. stieß Alexander mit zwei Heeren ins Tal des Flusses Kabul vor, das damals ein Teil Indiens war. Der Vorstoß war von besonderer Grausamkeit gekennzeichnet. Immer seltener ließ Alexander gegenüber eroberten Regionen Großmut walten. Städte und Dörfer wurden zerstört und ihre Bevölkerung ermordet. Die zwei Armeen trafen einander am Indus. Alexander machte das Land zwischen Kabul und Indus zur Provinz Gandhara und ernannte seinen Gefolgsmann Nikanor zu deren Statthalter.
Am anderen Ufer des Indus wurden Alexanders Truppen von Omphis empfangen, dem König von Taxila, das etwa 30 Kilometer vom heutigen Islamabad entfernt lag. Hier traf Alexanders Zug eine Gruppe nackter indischer Weiser, die die Makedonen Gymnosophisten nannten. Darunter war Kalanos, den Alexander aufforderte, ihn auf seinen weiteren Feldzügen zu begleiten. Kalanos stimmte zu und wurde Alexanders Ratgeber; offensichtlich war er bei den kommenden Verhandlungen mit indischen Führern sehr von Nutzen.
Vom Hof des Omphis aus rief Alexander die anderen Staaten des Punjab auf, sich ihm zu unterwerfen und ihn als Gott anzuerkennen. Dies verweigerte Poros, der König von Pauravas, das von Taxila durch den Fluss Hydaspes (heute Jhelam) getrennt war. Im Mai überquerte Alexander während eines Platzregens den Hydaspes und besiegte eine berittene Einheit unter dem Sohn des Poros. Die Griechen und Perser zogen weiter ostwärts. Zahlenmäßig waren sie dem kleinen Heer des Poros, das sie erwartete, überlegen, doch kamen sie in dem üppig bewaldeten Land mit seinen ständigen Regenfällen schwer zurecht. Außerdem waren Berichte zu ihnen gedrungen, dass Poros eine Einheit von 85 bis 200 Kriegselefanten unterhielt. Diese kannten die Makedonen nur aus der Schlacht von Gaugamela, wo Dareios III. etwa 15 dieser Tiere eingesetzt hatte. In der Schlacht am Hydaspes wurden die Inder besiegt. In dieser Schlacht soll Alexanders Pferd Bukephalos im Hydaspes zu Tode gekommen sein, obwohl andere Quellen sagen, es sei schon vor der Schlacht an Altersschwäche eingegangen. Seinem langjährigen Reittier zu Ehren gründete Alexander die Stadt Bukephala (heute wahrscheinlich Jhelam in Pakistan). Poros wurde begnadigt und zu Alexanders Statthalter in Pauravas ernannt.
Weiter im Osten am Ganges lag das Königreich Magadha, das selbst den Menschen des Punjab kaum bekannt war. Alexander wollte auch dieses Land erobern. Bei heftigem Monsunregen quälte sich die weitgehend demoralisierte Armee ostwärts und hatte einen Hochwasser führenden Fluss nach dem anderen zu überqueren. Ende Juli stand die Überquerung des Hyphasis (heute Beas) an, und von Magadha waren die Soldaten noch weit entfernt. Hier meuterten die Männer und weigerten sich weiterzugehen; ihr einziges Bestreben war die Heimkehr. Alexander war außer sich, wurde aber letztlich zur Umkehr gezwungen. Am Ufer des Hyphasis gründete er ein weiteres Alexandreia und siedelte hier viele Veteranen an, die damit wenig Hoffnung hegen durften, jemals wieder nach Griechenland zurückzukehren.

### Rückkehr nach Persien (326–325 v. Chr.)
Der beschwerliche Rückweg zum Hydaspes dauerte bis zum September. In Bukephala war mit dem Bau von 800 Schiffen begonnen worden, die den Fluss abwärts zum Indischen Ozean segeln sollten. Dies waren jedoch nicht genug, um Alexanders gesamte Armee zu transportieren, so dass Fußsoldaten die Schiffe am Ufer begleiten mussten. Im November brachen sie von Bukephala auf, doch nach zehn Tagen trafen sie am Zusammenfluss des Hydaspes mit dem Acesines (heute Chanab) auf Stromschnellen, in denen mehrere Schiffe kenterten und viele Griechen ihr Leben verloren.
Der weitere Weg führte durch indische Staaten, die Alexander nicht unterworfen hatte. Immer wieder wurde das Heer angegriffen, und die Perser und Griechen zerstörten Städte und Dörfer, wo sie ihnen in den Weg kamen. Im Kampf gegen die Maller wurde Alexander bei der Erstürmung einer Stadt (vielleicht Multan) durch einen Pfeil schwer verletzt. Das Geschoss drang in seine Lunge; obwohl Alexander überlebte, sollte er den Rest seines Lebens unter den Folgen dieser Verwundung leiden. Vom Krankenlager aus befahl er, dass am Zusammenfluss von Acesines und Indus ein weiteres Alexandreia (nahe dem heutigen Uch) gegründet und Roxanes Vater Oxyartes zum Statthalter der neuen Provinz ernannt werden solle.
Als Nächstes griff Alexander die Staaten von Sindh an, um seiner Armee den Weg nach Süden freizukämpfen. Die Könige Musikanos, Oxykanos und Sambos wurden unterworfen. Musikanos, der später eine Rebellion anzettelte, wurde letztlich gekreuzigt. Erst als der Monsun wieder einsetzte, erreichte das Heer 325 v. Chr. die Indusmündung und den Indischen Ozean. Alexander gründete hier die Stadt Xylinepolis (heute Bahmanabad) und machte die Flotte gefechtsbereit. Während etwa ein Viertel der Armee so auf dem Seeweg die Rückkehr antreten sollte, musste der Großteil über den Landweg nach Persien zurückkehren. Im August 325 v. Chr. machte sich das Landheer unter Alexanders Führung auf den Weg. Die Flotte unter dem Befehl des Nearchos brach einen Monat später überstürzt auf, da sich die Einheimischen zu erheben begonnen hatten. Praktisch unmittelbar nach dem Abzug des Heeres fielen die gerade eroberten Kleinstaaten Indiens ab und erhoben sich gegen die in den neuen Städten zurückgebliebenen Veteranen, über deren weiteres Schicksal in den wenigsten Fällen etwas bekannt ist.
Das heutige Belutschistan war damals als Gedrosien bekannt. Obwohl die Perser vor der Durchquerung der gedrosischen Wüste warnten, ging Alexander dieses Risiko ein, wahrscheinlich weil dieser Weg der kürzeste war. Die Hintergründe sind in der Forschung jedoch umstritten. Ob er wirklich die sagenhafte Königin Semiramis übertreffen wollte, ist wenigstens fraglich; wenn, dann ging es Alexander wohl darum, die Rückschläge des Indienfeldzugs durch dieses Unternehmen zu relativieren. Auch die Stärke seines Heeres zu diesem Zeitpunkt ist ungewiss, von wohl sicher übertriebenen 100.000 Mann bis zu wahrscheinlich realistischeren 30.000. Die sechzigtägigen Strapazen ließen zahllose Soldaten durch Erschöpfung, Hitzschlag oder Verdursten ums Leben kommen; dabei spielte auch der Umstand eine Rolle, dass Alexanders Führer offenbar recht unfähig waren. Im Dezember erreichten die Soldaten Pura (heute Bampur), einen der östlichsten Vorposten Persiens, und waren damit in Sicherheit.

### Massenhochzeit von Susa, Revolte in Opis und Tod Hephaistions (324 v. Chr.)

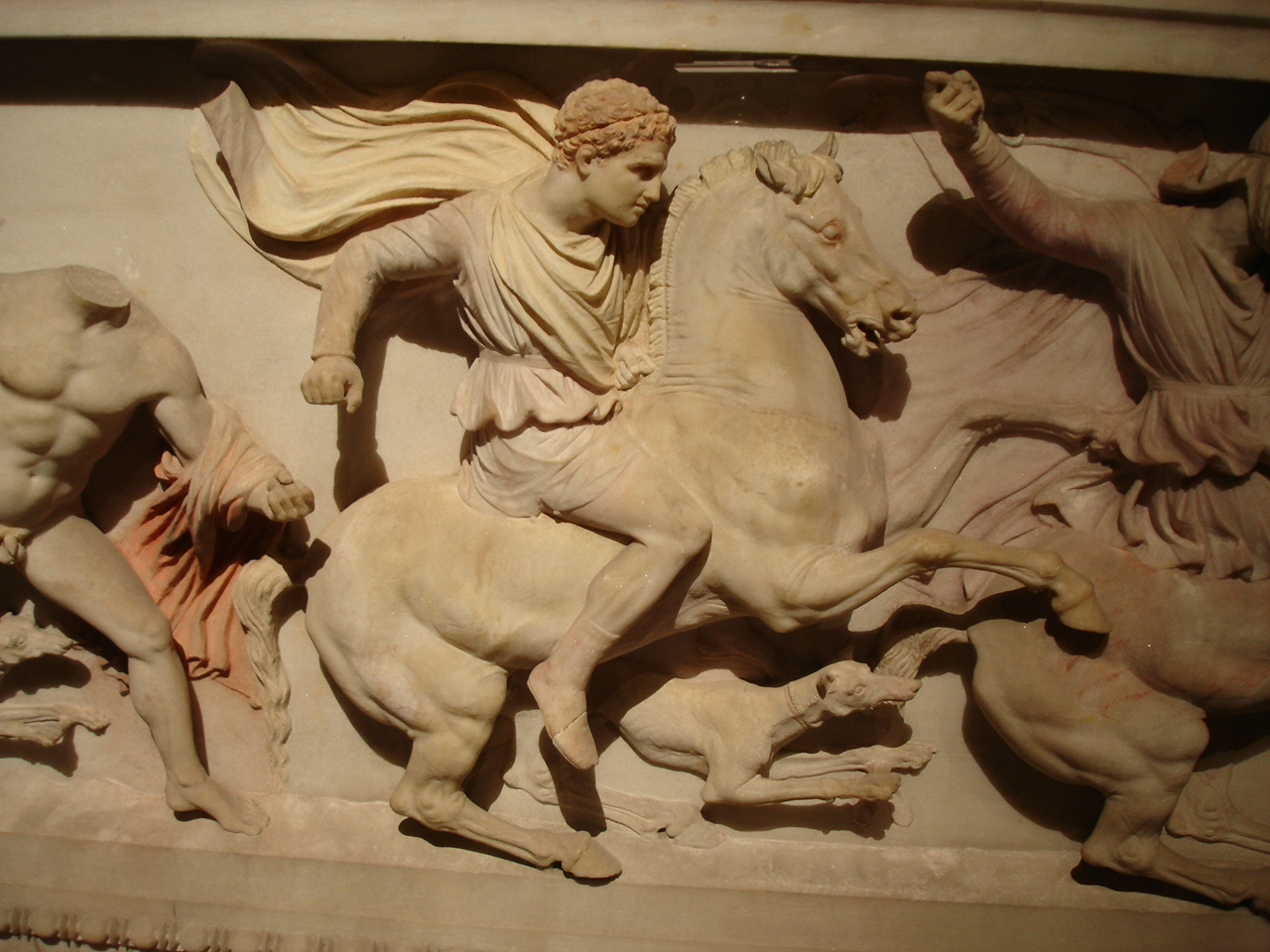
Hephaistion bei Issos, Detail vom sogenannten „Alexandersarkophag“

Alexander gründete im Januar 324 v. Chr. ein weiteres Alexandreia; heute Golashkerd. Auf dem Weg westwärts stieß er in Susa auf Nearchos und seine Männer, die den Seeweg weitgehend unversehrt überstanden hatten. Neue Feiern wurden genutzt, um 10.000 persische Frauen mit Soldaten zu verheiraten – die Massenhochzeit von Susa.
Alexander sah die Ehen als Notwendigkeit an, um das Zusammenwachsen von Persern und Makedonen/Griechen weiter voranzutreiben. Er selbst heiratete zwei Frauen, nämlich Stateira, eine Tochter des Dareios, und Parysatis. Er war somit nun mit drei Frauen verheiratet. Die Hochzeiten wurden nach persischem Ritual begangen. Schon Alexanders Vater hatte die Ehe mit mehreren Frauen als diplomatisches Mittel zur Stabilisierung und Ausweitung seines Machtbereiches eingesetzt.
In der Forschung wurde dies als Versuch interpretiert, eine Art „Verschmelzungspolitik“ zu betreiben (Johann Gustav Droysen). Der britische Historiker Tarn sah darin gar den Versuch einer „Vereinigung der Menschheit“; viele andere moderne Historiker wie Badian oder Bosworth lehnen dies jedoch ab.
Um weitere Attribute eines persischen Staates zu übernehmen, ernannte Alexander seinen langjährigen Freund Hephaistion (und nach dessen Tod Perdikkas) zum Chiliarchen (Wesir) und seinen General Ptolemaios zum Vorkoster. Beide Titel waren im Westen unbekannt. Außerdem wurden gegen mehrere Statthalter, die sich bereichert hatten oder ihren Aufgaben nicht sachgerecht nachgekommen waren, Prozesse eröffnet. Harpalos, ein Jugendfreund Alexanders und sein Schatzmeister, befürchtete aufgrund seines Verhaltens einen solchen Prozess. Er setzte sich mit 6000 Söldnern und 5000 Talenten Silber nach Griechenland ab, wurde jedoch bald darauf auf Kreta ermordet.
Die Neuerungen Alexanders vergrößerten die Kluft zwischen ihm und seiner makedonischen Generalität. Da die Zahl der Soldaten iranischer Herkunft im Heer die der Makedonen zu übertreffen begann, fürchteten sie, bald gänzlich bedeutungslos zu sein. Perser durften nun auch höhere Ränge in der Armee bekleiden, was die Makedonen als unerhört ansahen. Als die Armee die Stadt Opis am Tigris erreichte, erlaubte Alexander vielen Makedonen die Rückkehr nach Hause. Was sie vorher ersehnt hatten, sahen sie nun als Affront, da dies das erste Zeichen ihrer Ersetzung durch Orientalen zu sein schien. Quellen berichten, dass manche der Soldaten Alexander wüste Beleidigungen entgegen geschrien hätten. Alexander reagierte, indem er sie ihrer Stellungen enthob und drohte, die persischen Soldaten gegen sie zu schicken. Die Soldaten entschuldigten sich, und ihnen wurde verziehen. 11.500 griechische Soldaten wurden in den Folgetagen nach Hause geschickt.
Im Herbst des Jahres 324 v. Chr. ging Alexander nach Ekbatana, wo Hephaistion nach einem von vielen Trinkgelagen erkrankte und starb. Alexander, der wohl lange Jahre Hephaistions Geliebter gewesen war (zumindest bis zum Feldzug im Iran), war außer sich vor Trauer. Er ließ laut Plutarch den Arzt seines Freundes kreuzigen, die Haare von Pferden und Maultieren abrasieren und opfern, fastete mehrere Tage und richtete dann ein monumentales Begräbnis aus. Danach ließ er sämtliche Kossaier umbringen. Die Beziehung zwischen Alexander und Hephaistion wird oft mit der zwischen Achilles und Patroklos gleichgesetzt. Auch Alexander selbst nutzte diesen Vergleich, da sich das Geschlecht von Alexanders Mutter Olympias auf den Helden aus dem Trojanischen Krieg zurückführte.
Alexander hatte, so wie auch sein Vater Philipp und viele andere Makedonen bzw. Griechen seiner Zeit, Liebes- und sexuelle Beziehungen sowohl zu Frauen – er hatte mehrere, deren bekannteste und wohl ernsthafteste die zu Roxane war – als auch zu Männern. Gleichgeschlechtliche Beziehungen wurden zu jener Zeit nicht geächtet, es kam aber sehr wohl auf den sozialen Status der Partner an.

### Alexanders letztes Jahr und sein Tod in Babylon (323 v. Chr.)

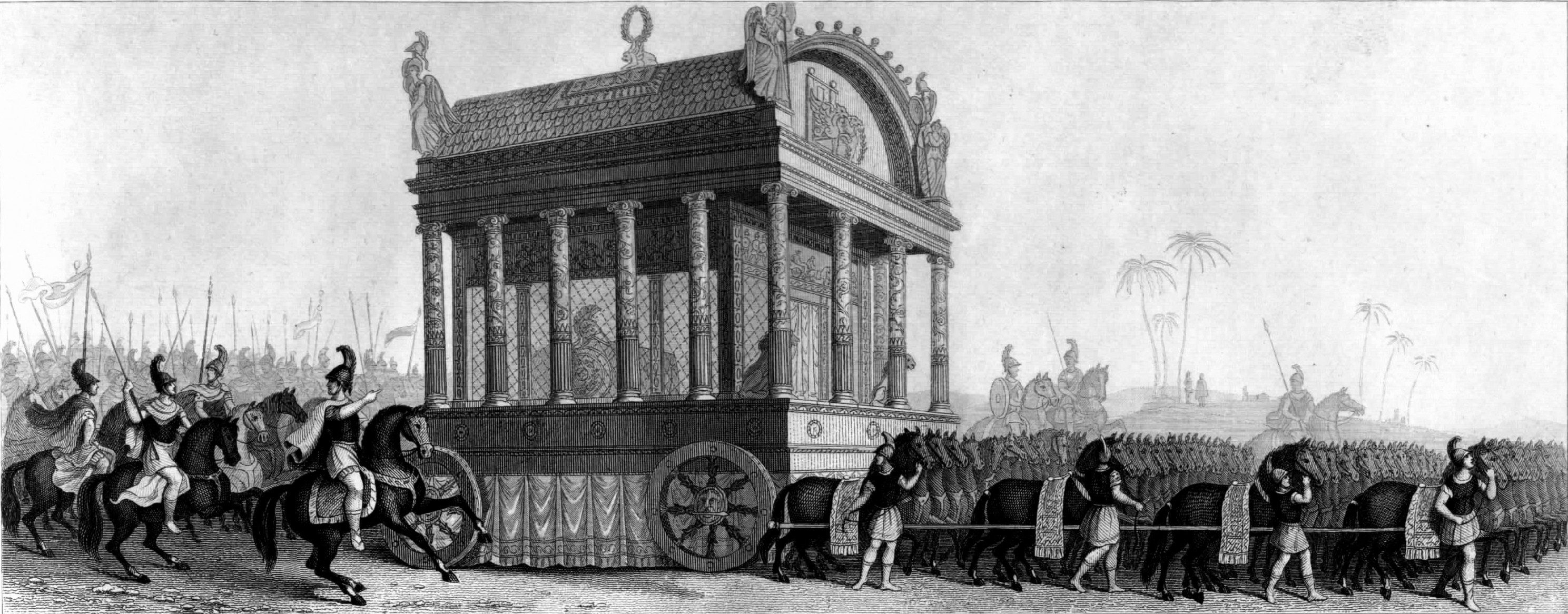
Der Leichenzug gemäß der Beschreibung bei Diodor
(Rekonstruktionsversuch des 19. Jahrhunderts)

Alexander ließ den persischen königlichen Schatz ausmünzen und warf damit das Vermögen der Achämeniden in das Austauschsystem des Nahen Ostens, womit ein steiler Anstieg im Volumen der Markttransaktionen im Mittelmeergebiet finanziert wurde. Dass der attische Münzfuß nunmehr – außer im ptolemäischen Ägypten – allgemein in der hellenistischen Welt galt, erleichterte den internationalen Handel und die Schifffahrt.
Bei den Olympischen Spielen des Jahres 324 v. Chr. ließ Alexander das sogenannte Verbanntendekret verkünden, mit dem er den griechischen Poleis befahl, die jeweils aus politischen Gründen ins Exil getriebenen Bürger wieder aufzunehmen. Dies stellte einen massiven Eingriff in die Autonomie der Städte dar, führte zu heftigen Konflikten in den Gemeinwesen und war letztlich der Anlass dafür, dass sich Athen und mehrere andere Städte nach dem Tod des Königs im Lamischen Krieg gegen die makedonische Herrschaft erhoben.
Im Februar 323 v. Chr. kehrte Alexander nach Babylon zurück. Hier bereitete er neue Feldzüge vor, die zur Einnahme der Arabischen Halbinsel führen sollten. Ob er überdies, wie Diodor berichtet, auch plante, anschließend den westlichen Mittelmeerraum mit Karthago zu erobern, ist seit langer Zeit umstritten, wird aber in der neueren Forschung zumeist angenommen, da den Makedonen im Jahre 322 v. Chr. während des Lamischen Krieges eine sehr große Flotte zur Verfügung stand, die mutmaßlich ursprünglich für das Unternehmen gegen Karthago gebaut worden war. Im Mai, kurz vor dem geplanten Aufbruch des Heeres gen Arabien, verkündete Alexander, dass sein toter Freund Hephaistion fortan als Halbgott zu verehren sei, nachdem ein Bote aus der Oase Siwa eingetroffen war, wo Alexander wegen einer Vergöttlichung Hephaistions angefragt hatte. Aus diesem Anlass veranstaltete er Feiern, bei denen er sich wieder dem unmäßigen Trunk hingab. Am nächsten Tag erkrankte er an einem Fieber, und am 10. Juni starb er schließlich.
Hinsichtlich der Todesursache wurden seither mehrere Thesen diskutiert, darunter eine, nach der Alexander am West-Nil-Fieber erkrankte. Auch eine Alkoholvergiftung wird immer wieder in Erwägung gezogen. Nach einer in der Antike verbreiteten Überlieferung ist er hingegen vergiftet worden (angeblich mit dem giftigen Wasser des Styx). Wahrscheinlicher ist, dass seine körperliche Schwächung durch zahlreiche Kampfverletzungen und übermäßigen Weinkonsum zu einer Krankheit geführt hat. Da die Ärzte damals auf die reinigende Wirkung von herbeigeführtem Erbrechen und Durchfall vertrauten, war es üblich, Weißen Germer in geringen Dosen zu verabreichen. Die überlieferten Symptome Alexanders sind typisch für eine Vergiftung durch Weißen Germer. Möglicherweise verschlechterten die Ärzte seinen Zustand daher durch wiederholte Gaben des Mittels.
Der Leichnam Alexanders soll zur Konservierung in Honig gelegt worden sein. Entgegen dem Wunsch des Verstorbenen, im Ammonium von Siwa begraben zu werden, wurde er in Alexandria beigesetzt.
Alexanders letzte Worte auf die Frage, wem er sein Reich hinterlassen werde, sollen gelautet haben:
Dem Besten. Des Weiteren äußerte Alexander eine dunkle Prophezeiung: Er glaube, dass seine Freunde große Begräbnisspiele für ihn veranstalten werden. Seinen Siegelring übergab er Perdikkas, der nach Hephaistions Tod sein engster Vertrauter gewesen war.

### Alexandergrab

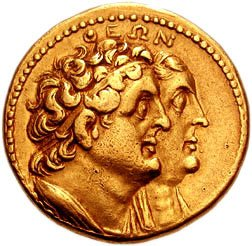
Der ägyptische König Ptolemaios I. und seine Gemahlin Berenike I.

Alexander hatte eine Beisetzung im Ammonheiligtum der Oase Siwa gewünscht. Erst nach zweijährigen Vorbereitungen setzte sich der Leichenzug in Babylon in Bewegung. Er wurde in Syrien von Ptolemaios, dem künftigen König Ptolemaios I., in Empfang genommen und nach Ägypten geleitet. Dort wurde der Leichnam aber nicht in die Oase gebracht, sondern zunächst in Memphis bestattet. Später (wohl noch in der Regierungszeit Ptolemaios’ I., spätestens einige Jahre nach seinem Tod) wurde er nach Alexandria verlegt, nachdem dort eine prächtige Grabstätte für ihn errichtet worden war. Sie wurde unter König Ptolemaios IV. durch ein neues Mausoleum ersetzt, das dann auch als Grabstätte der Ptolemäer diente, die sich wie alle Diadochen auf Alexanders Vorbild beriefen. Hier wurde er in einem eines Königs würdigen Bezirk (Temenos) beigesetzt und durch Opfer geehrt. Zenobius berichtet im zweiten nachchristlichen Jahrhundert, dass Ptolemaios IV. ein Grabmonument errichtete, in dem Alexander, aber auch die anderen ptolemäischen Könige und Königinnen bestattet wurden. Die Leiche Alexanders soll sich in einem goldenen Sarkophag in einem Gewölbe befunden haben und die Grabstätte wurde Sema genannt, während der Teil, in dem die Ptolemäer bestattet waren, als Ptolemaeum bezeichnet wurde. Der Sarkophag mit der mumifizierten Leiche Alexanders wurde im 1. Jahrhundert v. Chr. von König Ptolemaios X. durch einen gläsernen ersetzt, der den Blick auf den einbalsamierten Leichnam freigab. Dieser Schritt Ptolemaios' X., der später irrtümlich als Grabschändung gedeutet wurde, sollte den Alexanderkult fördern.
Für Caesar, Augustus, Septimius Severus und Caracalla sind Besuche am Grab bezeugt. Möglicherweise wurde es während der Stadtunruhen in der Spätantike oder bei einer Naturkatastrophe zerstört. In den Wirren der Spätantike ging die Kenntnis über den Ort der Grabstätte verloren (zumindest die Leiche soll laut Libanios noch Ende des 4. Jahrhunderts zu sehen gewesen sein). Der Kirchenvater Johannes Chrysostomos († 407) stellte in einer Predigt die rhetorische Frage nach dem Ort des Alexandergrabs, um die Vergänglichkeit des Irdischen zu illustrieren; er konnte also mit Sicherheit davon ausgehen, dass keiner seiner Hörer wusste, wo sich das berühmte Bauwerk befunden hatte. Die Erinnerung daran blieb aber noch in islamischer Zeit erhalten; im 10. Jahrhundert wurde eine angebliche Grabstätte gezeigt. Im 15. und 16. Jahrhundert berichteten europäische Reisende von einem kleinen Gebäude in Alexandria, das als Alexandergrab ausgegeben wurde. Seit dem 18. Jahrhundert sind viele Lokalisierungsversuche unternommen worden, wie zur Zeit Napoleon Bonapartes in der ʿAttārīn-Moschee in Alexandria sowie in der jüngeren Zeit im Markusdom in Venedig oder dem Kasta Grab Amphipolis im griechischen Makedonien, die bisher alle fehlgeschlagen sind.

## Geschichtlicher Ausblick

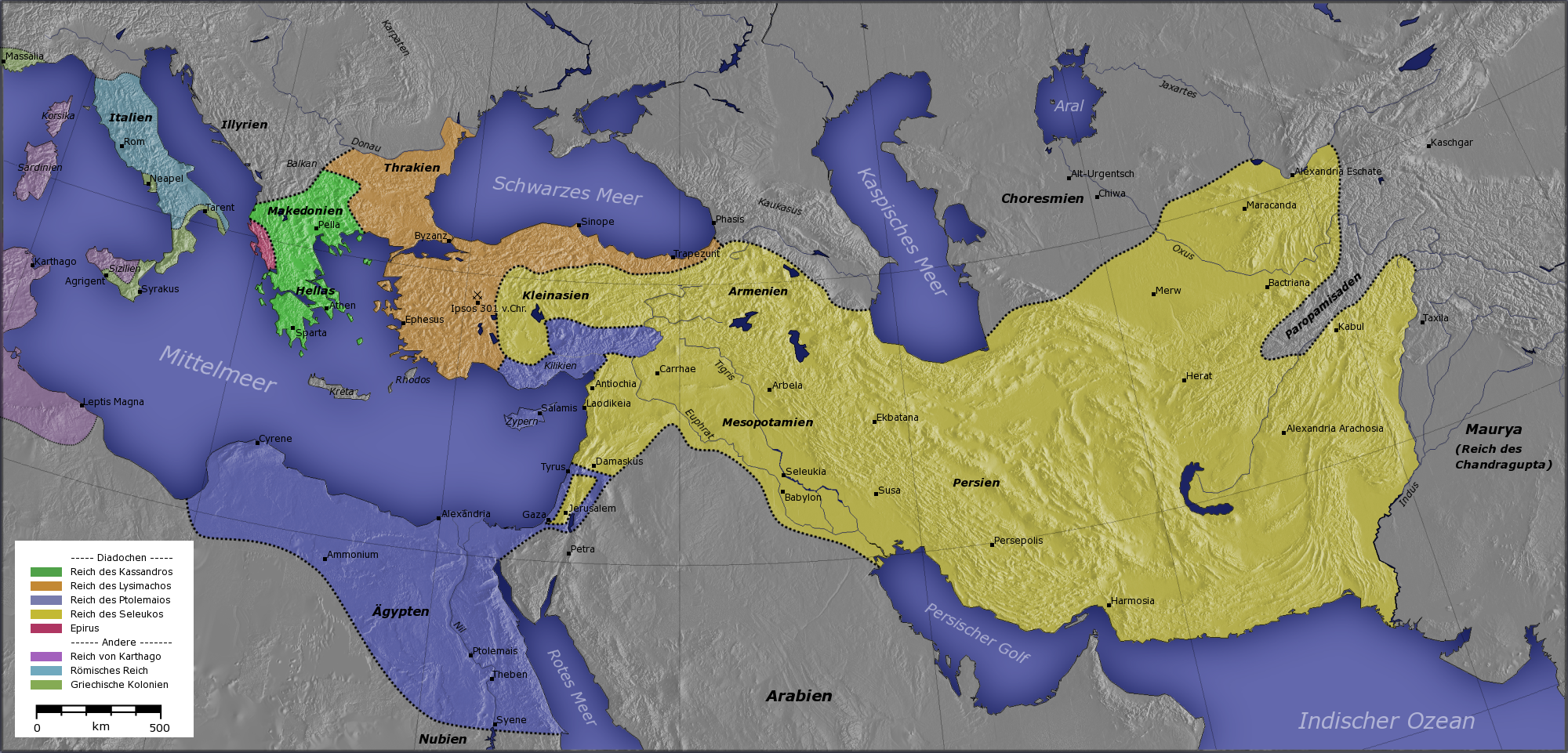
Die Diadochenreiche nach der Schlacht bei Ipsos 301 v. Chr.

Nach Alexanders Tod erwies sich die Loyalität zu seiner Familie, die keinen herrschaftsfähigen Nachfolger stellen konnte, als sehr begrenzt. Zwar wurde zunächst der Erbanspruch seines geistesschwachen Halbbruders und auch der seines postum geborenen Sohnes anerkannt, doch hatte diese Regelung keinen Bestand. Seine Mutter Olympias von Epirus, seine Frau Roxane, sein Sohn Alexander IV., sein illegitimer Sohn Herakles, seine Schwester Kleopatra, seine Halbschwester Kynane, deren Tochter Eurydike und sein Halbbruder Philipp III. Arrhidaios fanden einen gewaltsamen Tod.
Statt der Angehörigen des bisherigen makedonischen Königsgeschlechts übernahmen Alexanders Feldherren als seine Nachfolger (Diadochen) die Macht. Da keiner von ihnen stark genug war, sich als Alleinherrscher durchzusetzen, kam es zu einer langen Reihe von Bürgerkriegen, in denen man in wechselnden Koalitionen um die Macht rang. Im Verlauf der Diadochenkriege wurde das riesige Reich in Diadochenreiche aufgeteilt. Drei dieser Reiche erwiesen sich als dauerhaft: das der Antigoniden in Makedonien (bis 148 v. Chr.), das Seleukidenreich in Vorderasien (bis 64 v. Chr.) und das der Ptolemäer in Ägypten (bis 30 v. Chr.). Alexander hinterließ zahlreiche neu gegründete Städte, von denen viele seinen Namen trugen; die bedeutendste war Alexandreia in Ägypten.
Das kulturelle Vermächtnis Alexanders bestand aus der verstärkten bzw. nun erst einsetzenden Hellenisierung im Alexanderreich bzw. dessen Nachfolgereichen. Der sogenannte Hellenismus prägte die antike Welt vor allem im östlichen Mittelmeerraum und im Vorderen Orient nachhaltig über die nächsten Jahrhunderte.

## Rezeption

### Antike

#### Legende

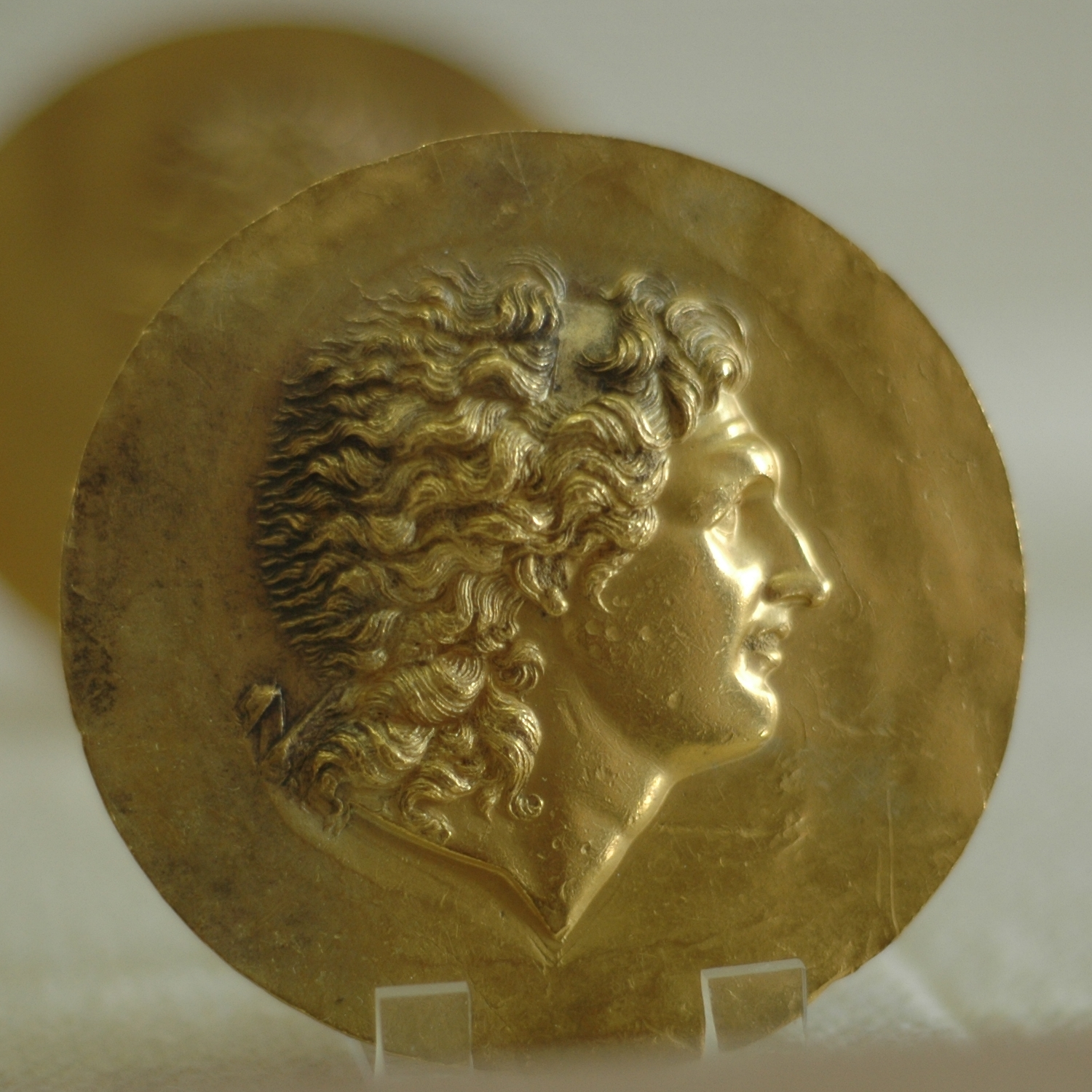
Antikes Alexander-Medaillon

Als Quelle für den historischen Alexander von relativ geringem Wert, aber literarisch von außerordentlicher Bedeutung ist der „Alexanderroman“. Mit diesem Begriff bezeichnet man eine Vielzahl von antiken und mittelalterlichen Biografien Alexanders, welche seine sagenhaften Taten schildern und verherrlichen. Im Lauf der Jahrhunderte wurde der Stoff fortlaufend literarisch bearbeitet und ausgeschmückt. Die griechische Urfassung in drei Büchern, die den Ausgangspunkt für alle späteren Versionen und Übersetzungen in viele Sprachen bildet, ist wahrscheinlich im späten 3. Jahrhundert in Ägypten entstanden. Ihr unbekannter Autor, der wohl ein Bürger von Alexandria war, wird als Pseudo-Kallisthenes bezeichnet, weil ein Teil der handschriftlichen Überlieferung das Werk irrtümlich dem Alexanderhistoriker Kallisthenes von Olynth zuschreibt. Diesem Werk lagen ältere, nicht erhaltene romanhafte Quellen, fiktive Briefe Alexanders und kleinere Erzählungen zugrunde. Der bekannteste unter den Briefen ist ein angeblich von Alexander an Aristoteles gerichtetes Schreiben über die Wunder Indiens, das in verkürzter Fassung in den Roman eingebaut wurde und auch separat überliefert ist.
Die gängige Bezeichnung „Roman“ bezieht sich auf die literarische Gattung des Antiken Romans. Im Gegensatz zum modernen Roman hielten der Verfasser und seine antike und mittelalterliche Leserschaft an dem Anspruch fest, der Inhalt sei Geschichtsschreibung und nicht literarische Erfindung.
Die Idee des historischen Alexander, er sei ein Sohn des ägyptischen Gottes Ammon (Amun), verfremdet der Romanautor, indem er aus Alexander ein uneheliches Kind macht. Alexanders Vater ist im Roman der aus Ägypten nach Makedonien geflohene König und Zauberer Nektanebos, der als Ammon auftritt (gemeint ist der Pharao Nektanebos II.). Nektanebos verführt die Königin Olympias während der Abwesenheit ihres Gemahls Philipp. Später tötet Alexander, der als Sohn Philipps aufwächst, seinen leiblichen Vater; erst dann erfährt er seine wahre Abstammung. So macht der ägyptische Autor Alexander zum Ägypter. Eine weitere wesentliche Neuerung des Pseudo-Kallisthenes ist die Einführung eines nicht historischen Italienzugs Alexanders, auf dem der Makedone nach Rom kommt. Rom unterstellt sich ihm ebenso wie alle anderen Reiche des Westens kampflos. Dann unterwirft er in schweren Kämpfen die Völker des Nordens, bevor er gegen das Perserreich zieht. Hier zeigt sich das literarische Bedürfnis, den Helden auch den Westen und Norden erobern zu lassen, damit seine Weltherrschaft vollendet wird. Roxane ist im Roman eine Tochter des Perserkönigs Dareios, die dieser sterbend Alexander zur Frau gibt. Das letzte der drei Bücher, das den Indienfeldzug und den Tod des Helden behandelt, ist besonders stark von Wundern und phantastischen Elementen geprägt. Es schildert auch Alexanders angeblichen Besuch bei der Königin Kandake von Meroe, wobei der König in Verkleidung auftritt, aber enttarnt wird (eine Episode, der spätere Bearbeiter des Stoffs eine ursprünglich völlig fehlende erotische Komponente verleihen). Schließlich wird Alexander vergiftet.
Im frühen 4. Jahrhundert fertigte Iulius Valerius eine freie lateinische Übersetzung des Alexanderromans an (Res gestae Alexandri Magni). Dabei nahm er Hunderte von Erweiterungen, Änderungen und Auslassungen vor. Er beseitigte Ungereimtheiten und Formulierungen, die den Makedonenkönig in ein ungünstiges Licht rücken konnten, und fügte für Alexander vorteilhafte Details ein. Sein Alexander ist eine mit allen Herrschertugenden ausgestattete Idealgestalt; er begeht zwar Fehler, lernt aber daraus.
Ein weiterer Bestandteil der antiken Alexandersage sind fiktive Dialoge des Königs mit den indischen Brahmanen sowie Briefe, die angeblich zwischen ihnen ausgetauscht wurden. Dabei versuchen die Inder, die Überlegenheit östlicher Weisheit und einer einfachen, naturnahen Lebensweise gegenüber der griechischen Zivilisation und dem Machtstreben Alexanders aufzuzeigen. Auch dieses Schrifttum war sowohl griechisch als auch lateinisch verbreitet. Da es um grundsätzliche Fragen der Lebensführung und um Askese ging, war die Wirkung in christlicher Zeit beträchtlich.

#### Kult und Vorbildfunktion
Die Herrscher, die nach Alexanders Tod in den verschiedenen Teilen seines Reichs an die Macht kamen, waren nicht mit ihm blutsverwandt, und soweit in Makedonien Loyalität zur herkömmlichen Ordnung vorhanden war, galt sie dem Herrscherhaus insgesamt, wobei es nicht speziell auf die verwandtschaftliche Nähe zu Alexander ankam. Daher gab es in den Diadochenreichen wenig Anlass für einen offiziellen staatlichen Alexanderkult; dieser blieb den einzelnen Städten überlassen. Erst in hoch- und späthellenistischer Zeit wurde der politische Rückgriff auf Alexander zu einem wichtigen propagandistischen Mittel. Einen Sonderfall bildete jedoch Ägypten, dessen neue Hauptstadt Alexandria eine Gründung Alexanders und der Ort seines Grabes war. Die dort regierenden Ptolemäer förderten von Anfang an den Alexanderkult im Rahmen ihrer Propaganda. Er bildete aber zunächst keinen zentralen Bestandteil ihrer Herrschaftslegitimation und wurde erst von Ptolemaios X., der den Doppelnamen „Ptolemaios Alexandros“ führte, intensiv politisch instrumentalisiert.
Ein prominenter Gegner der Römer, König Mithridates VI. von Pontos († 63 v. Chr.), fiel durch seine mit Nachdruck betriebene Alexander-Imitation auf. Er bekleidete sich mit dem Mantel Alexanders, den er von den Ptolemäern erbeutet hatte, und illustrierte so seinen Anspruch, Vorkämpfer des Griechentums und Retter der hellenistischen Monarchie vor den Römern zu sein. Später erbeutete der römische Feldherr Gnaeus Pompeius Magnus, der Mithridates besiegte, diesen Mantel und trug ihn bei seinem Triumphzug. Mit Pompeius, dessen Beiname „der Große“ an Alexander erinnerte, begann die offenkundige römische Alexander-Imitation, zunächst als Reaktion auf die Propaganda des Mithridates. Mehrere römische Feldherren und Kaiser stellten sich propagandistisch in Alexanders Nachfolge; sie verglichen sich mit ihm und versuchten, seine Erfolge im Osten zu wiederholen. Dabei steigerte sich die Verehrung Alexanders in manchen Fällen zu einer demonstrativen Nachahmung von Äußerlichkeiten. Zu den Verehrern und Nachahmern Alexanders zählten unter den Kaisern insbesondere Trajan, Caracalla und (mit Vorbehalten) Julian. Augustus trug zeitweilig auf seinem Siegelring ein Bildnis Alexanders, Caligula legte sich den aus Alexandria geholten angeblichen Panzer Alexanders an, Nero stellte für einen geplanten Kaukasusfeldzug eine neue Legion auf, die er „Phalanx Alexanders des Großen“ nannte, Trajan setzte sich einen Helm auf, den Alexander getragen haben soll. Kaiser Severus Alexander, der ursprünglich Alexianus hieß, änderte seinen Namen in Anknüpfung an den Makedonen.

#### Urteile
Einen sehr tiefen und dauerhaften Eindruck hinterließ in Griechenland die Zerstörung Thebens. Sie wurde nicht nur von den Zeitgenossen, sondern jahrhundertelang (noch in der römischen Kaiserzeit) als unerhörte Grausamkeit empfunden, die man Alexander zur Last legte, und als historisches Musterbeispiel einer entsetzlichen Katastrophe zitiert. Besonders die antiken Redner kamen mit Vorliebe darauf zu sprechen und nutzten diese Gelegenheit, bei ihrem Publikum starke Emotionen zu wecken. Es hieß, Alexander habe wie ein wildes Tier und als Unmensch (apánthrōpos) gehandelt. Noch in byzantinischer Zeit wurde diese Deutungstradition rezipiert.
Aus philosophischer Sicht wurde Alexander meist negativ beurteilt, da seine Lebensweise einen Kontrast zu den philosophischen Idealen der Mäßigung, Selbstbeherrschung und Seelenruhe bildete. Insbesondere die Stoiker kritisierten ihn heftig und warfen ihm Hochmut vor; ihre Kritik richtete sich auch gegen Aristoteles (den Gründer einer rivalisierenden Philosophenschule), der als Erzieher Alexanders versagt habe. Auch die Kyniker pflegten Alexander abschätzig zu beurteilen, wobei die Anekdote von der Begegnung des Königs mit dem berühmten kynischen Philosophen Diogenes von Sinope den Ansatzpunkt bildete. Ihr zufolge hatte Diogenes Alexander, der ihm einen Wunsch freistellte, nur gebeten: „Geh mir aus der Sonne“, und Alexander soll gesagt haben: „Wenn ich nicht Alexander wäre, wollte ich Diogenes sein.“ In der von Aristoteles gegründeten Philosophenschule der Peripatetiker war die Ablehnung Alexanders ebenfalls ausgeprägt, wenn auch nicht durchgängig. Ihr Anlass waren anscheinend ursprünglich Spannungen zwischen Aristoteles und Alexander, die noch in der römischen Kaiserzeit ein spätes Echo in einem haltlosen Gerücht fanden, wonach Aristoteles ein Gift zubereitet hatte, mit dem Alexander ermordet wurde. Das negative Alexander-Bild der Philosophen teilte auch Cicero. Er überliefert die berühmte Anekdote von dem gefangenen Seeräuber, der von Alexander wegen seiner Übeltaten zur Rede gestellt wurde, worauf der Pirat erwiderte, er handle in kleinem Maßstab aus demselben Antrieb, aus dem der König weltweit dasselbe tue.
Besonders drastisch drückte Seneca die stoische Sichtweise aus. Er bezeichnete Alexander als wahnsinnigen Burschen, zum Bersten aufgeblasenes Tier, Räuber und Plage der Völker. Ähnlich äußerte sich Senecas Neffe, der Dichter Lucan. Der philosophisch orientierte Kaiser Julian, der Alexander als Feldherrn bewunderte, kritisierte ihn zugleich scharf wegen Maßlosigkeit und unphilosophischer Lebensführung.
Unter den philosophisch orientierten Autoren gab es auch eine kleine Minderheit, die Alexander Lob spendete. Dazu gehörte Plutarch, der in seinen zwei Deklamationen „Über das Glück oder die Tugend Alexanders des Großen“ aus dem König einen Philosophenherrscher machte, dessen Eroberungen barbarischen Völkern Recht und Frieden brachten und die Unterworfenen so humanisierten. Bei diesen Jugendwerken Plutarchs handelte es sich allerdings um rhetorische Stilübungen, die nicht notwendigerweise seine wirkliche Auffassung spiegeln. In seiner Lebensbeschreibung Alexanders äußerte sich Plutarch weit kritischer, bemühte sich aber auch um eine Rechtfertigung Alexanders. Dion von Prusa, der den an Alexander anknüpfenden Kaiser Trajan bewunderte, würdigte die heldenhafte Gesinnung des Makedonenkönigs.
Bei den Römern war ein beliebtes Thema die hypothetische Frage, wie ein militärischer Konflikt zwischen dem Römischen Reich und Alexander verlaufen wäre. Der Historiker Livius befasste sich eingehend damit und kam zum Ergebnis, dass die römischen Heerführer dem Makedonenkönig überlegen waren. Alexander habe seine Siege der militärischen Untüchtigkeit seiner Gegner verdankt. Diese Einschätzung verband Livius mit einem vernichtenden Urteil über Alexanders Charakter, der durch die Erfolge des Königs verdorben worden sei. Ähnlich urteilte Curtius Rufus, der die Siege des Makedonen mehr auf Glück als auf Tüchtigkeit zurückführte und meinte, die Herausbildung tyrannischer Züge in Alexanders Charakter sei ein Ergebnis übermäßigen Erfolgs gewesen.
Der jüdische Geschichtsschreiber Flavius Josephus beschreibt Gunstbezeugungen des Makedonen für die Juden und behauptet, Alexander habe sich, als er nach Jerusalem kam, vor dem Gott, den die Juden verehrten, niedergeworfen. Dabei handelt es sich um eine jüdische Abwandlung einer griechischen Erzählung.
Im 4. Jahrhundert wurden im Osten des Reichs Bronzemünzen Alexanders wie Amulette getragen.
Unter den Kirchenvätern hebt sich Orosius als radikalster Kritiker Alexanders ab. In seiner auf Justin fußenden Historia adversus paganos („Geschichte gegen die Heiden“) schildert er ihn als blutdürstigen, grausamen Unmenschen und großen Zerstörer.

### Mittelalter

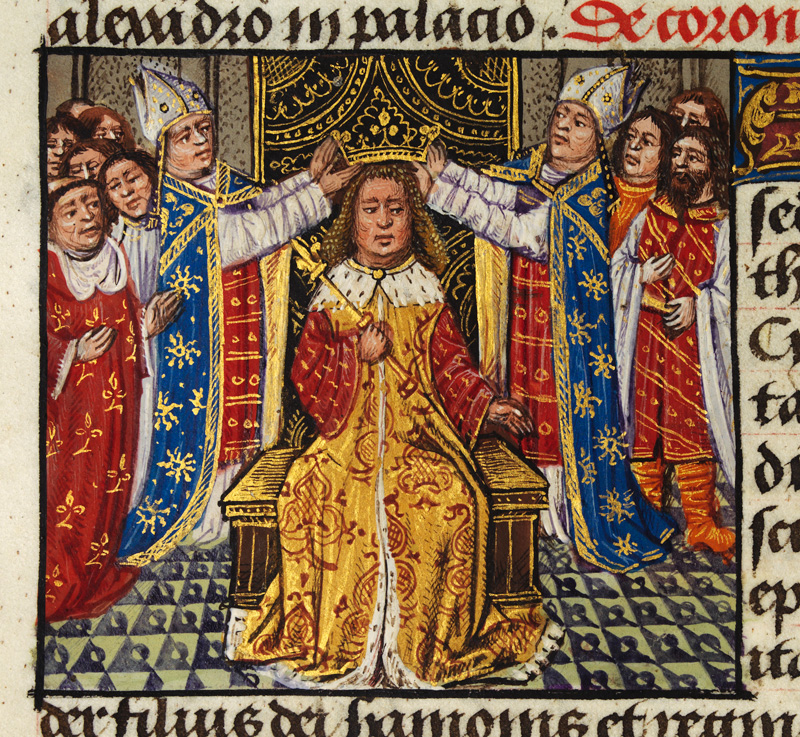
Christlich-mittelalterlich interpretierte Darstellung der Krönung Alexanders aus dem 15. Jahrhundert.

Die mittelalterliche Alexander-Rezeption war außerordentlich intensiv und vielfältig. Dabei stand das Sagengut im Vordergrund. Die antike Gestalt wurde mittelalterlichen Vorstellungen angepasst; beispielsweise erhält der König eine Ritterpromotion (Schwertleite). Besonders Dichter regte der Stoff im Westen ebenso wie im Orient zur Bearbeitung an; es entstanden über 80 Dichtungen in 35 Sprachen.

#### Heldenkatalog
Im Spätmittelalter zählte man Alexander zum Kreis der Neun Helden, einem in der volkssprachlichen Literatur beliebten Heldenkatalog, der für die Zeit des Alten Testaments, die griechisch-römische Antike und die christliche Zeit jeweils die drei größten Helden benannte; für die Antike waren es Hektor, Alexander und Caesar. Noch breiter als in der Literatur wurde diese Heldenreihe in der Bildenden Kunst (Skulptur, Malerei, Textilkunst) rezipiert.

#### Mittellateinische Literatur

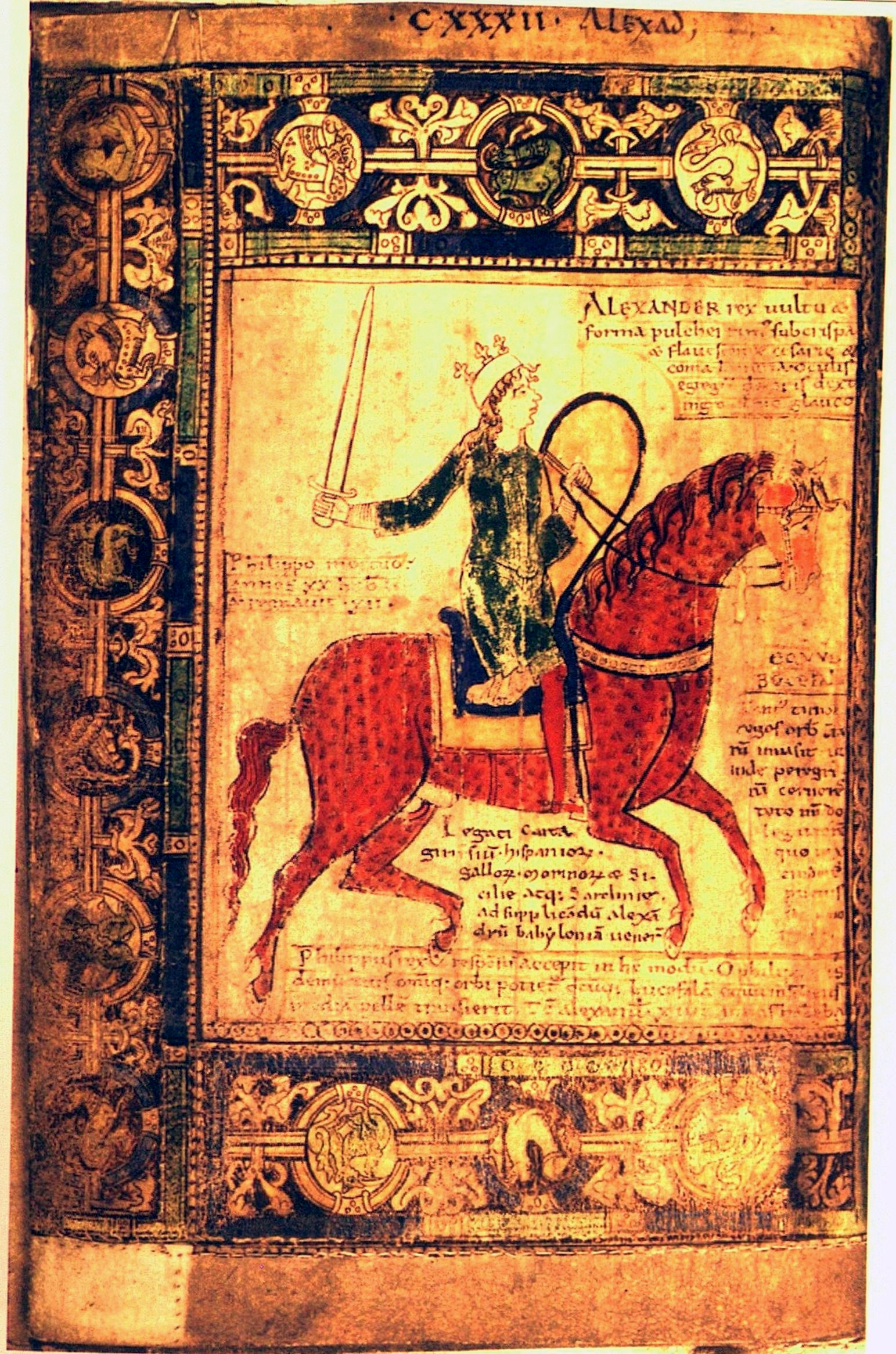
Alexander der Große in der 1112/1121 angefertigten Originalhandschrift des Liber floridus: Gent, Universiteitsbibliotheek, Ms. 92, fol. 153v

Das Alexanderbild in der lateinischsprachigen Welt des Mittelalters war großenteils vom lateinischen Alexanderroman geprägt. Im Frühmittelalter ging die Hauptwirkung nicht von der ursprünglichen Fassung der von Iulius Valerius stammenden Übersetzung aus, von der nur drei vollständige Handschriften überliefert waren; weit bekannter war ein in mehr als 60 Handschriften erhaltener, spätestens im 9. Jahrhundert entstandener Auszug (Epitome) aus diesem Werk. Um 968/969 fertigte der Archipresbyter Leo von Neapel eine neue lateinische Übersetzung des Pseudo-Kallisthenes aus dem Griechischen an, die Nativitas et victoria Alexandri Magni („Geburt und Sieg Alexanders des Großen“), die mehrfach – zuletzt noch im 13. Jahrhundert – überarbeitet und erweitert wurde; die überarbeiteten Fassungen sind unter dem Titel Historia de preliis Alexandri Magni („Geschichte von den Schlachten Alexanders des Großen“) bekannt. Der Dichter Quilichinus von Spoleto schrieb 1237/1238 eine Versfassung der Historia de preliis in elegischen Distichen, die im Spätmittelalter populär wurde. Noch weit einflussreicher war aber die schon zwischen 1178 und 1182 verfasste Alexandreis Walters von Châtillon, ein Epos in zehn Büchern auf der Grundlage der Darstellung des Curtius Rufus, das zur Schullektüre wurde und im 13. Jahrhundert als Schulbuch Vergils Aeneis an Beliebtheit übertraf. Walter verzichtete fast gänzlich auf die Auswertung des im Alexanderroman vorliegenden Materials. Für ihn war Alexander der stets siegreiche Held, der sich selbst ebenso wie alle Feinde überwand und so unsterblichen Ruhm erlangte.
Das Verhältnis dieser Autoren und ihres Publikums zu Alexander war vor allem von Bewunderung für außerordentliche Heldentaten und von Staunen über das Märchenhafte und Exotische geprägt. Besondere Beachtung fand Alexanders Tod; er bot Anlass zu unzähligen religiös-erbaulichen Betrachtungen, die auf die Endlichkeit und Nichtigkeit aller menschlichen Größe angesichts des Todes abzielten. Auf diesen Aspekt wiesen unter anderem viele Kleindichtungen hin, darunter insbesondere fingierte Grabschriften Alexanders.
Besonders fasziniert waren mittelalterliche Leser von einer Erzählung von Alexanders Himmelsflug und Tauchexpedition, die Leo von Neapel nach dem griechischen Roman wiedergab. Dieser Sage zufolge wollte der König nicht nur auf der Erdoberfläche die äußersten Grenzen erreichen, sondern auch den Himmel und die Tiefe des Ozeans erkunden. Zu diesem Zweck ersann und baute er mit seinen Freunden ein von Greifen gezogenes Luftfahrzeug und ein von Ketten gehaltenes gläsernes Tauchfahrzeug. Der Himmelsflug wurde von mittelalterlichen Künstlern häufig abgebildet. Hans Christian Andersen hat die Geschichte noch im 19. Jahrhundert in seinem Kunstmärchen Der böse Fürst verarbeitet, ohne jedoch Alexander namentlich zu nennen.
Aus dem 12. Jahrhundert stammt das Iter ad Paradisum („Paradiesfahrt“), die lateinische Version einer jüdischen Sage über Alexanders Versuch, das irdische Paradies zu finden, den in der Genesis beschriebenen Garten Eden.
Neben der Heldenverehrung kamen vereinzelt auch extrem negative Deutungen der Persönlichkeit Alexanders vor. So setzten ihn im 12. Jahrhundert die prominenten Theologen Hugo von St. Viktor und Gottfried von Admont mit dem Teufel gleich.
Erzählungen aus dem Alexanderroman wurden in Weltchroniken und Enzyklopädien aufgenommen, was ihre Rezeption zusätzlich erweiterte.
Die lateinische Überlieferung bildete die Grundlage für die volkssprachliche Rezeption. In den volkssprachlichen Literaturen entstanden zahlreiche Prosawerke und Dichtungen über Stoffe der Alexandersage, wobei vor allem die verschiedenen lateinischen Fassungen des Pseudo-Kallisthenes, die Historia Alexandri des Curtius Rufus und die Alexandreis Walters von Châtillon verarbeitet wurden.

#### Romanische Literaturen

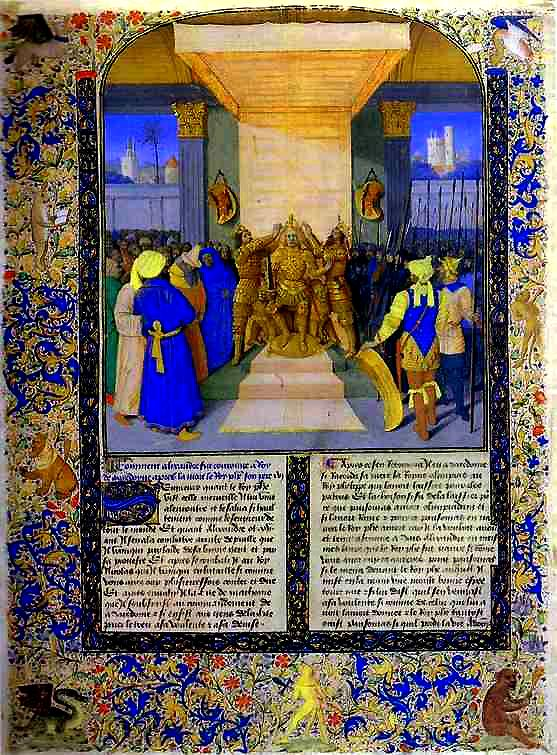
„Alexanders Krönung“ von Jean Fouquet (15. Jahrhundert)

Alberich von Bisinzo (Albéric de Pisançon), der im frühen 12. Jahrhundert die älteste volkssprachliche Alexander-Biografie verfasste, ein nur teilweise erhaltenes Gedicht in frankoprovenzalischem Dialekt, verwarf nachdrücklich die Legende von Alexanders unehelicher Geburt und hob seine hochadlige Abstammung von väterlicher und mütterlicher Seite hervor. Er betonte auch die hervorragende Bildung des Herrschers, die – einem mittelalterlichen Bildungsideal entsprechend – neben dem Griechischen (das der Makedone wie eine Fremdsprache lernen musste) auch Latein- und Hebräischkenntnisse umfasst habe. Nach der Mitte des 12. Jahrhunderts entstanden weitere französische Gedichte, die einzelne Episoden aus Alexanders Leben (Belagerung von Tyros, Indienfeldzug, Lebensende) behandelten. Sie wurden im späten 12. Jahrhundert zur „Standardversion“ des altfranzösischen Roman d’Alexandre (auch: Roman d’Alixandre) zusammengefügt, die von allen im romanischen Sprachraum verbreiteten volkssprachlichen Bearbeitungen des Stoffs die stärkste Wirkung erzielte. Dieses Epos besteht aus über 20 000 Versen, Zwölf- und Dreizehnsilbern; vom Roman d’Alexandre erhielt dieses Versmaß später die Bezeichnung Alexandriner. Der Roman schildert Alexanders Leben durch Verknüpfung von vier Gedichten unterschiedlichen Ursprungs. Dabei kommt zum Altbestand der Alexanderlegende noch eine Reihe von frei erfundenen Personen und Begebenheiten hinzu. Der Autor stellt Alexander im Stil der Chanson de geste wie einen sehr standesbewussten, ritterlichen Lehnsherrn des Mittelalters dar. Er hebt dabei besonders die Großzügigkeit seines Helden hervor und präsentiert das Ideal eines harmonischen Verhältnisses zwischen König und Vasallen. Neben epischen Partien, besonders in den Kampfschilderungen, finden sich auch stärker romanhafte und vom Phantastischen geprägte. Mehrere Dichter fügten später Ergänzungen hinzu, insbesondere die einem Publikumsbedürfnis entsprechende Darstellung der Rache für den Giftmord an Alexander. In England schrieb Thomas von Kent im späten 12. Jahrhundert einen Alexanderroman in Alexandrinern in anglonormannischer Sprache mit dem Titel Le roman de toute chevalerie. Er akzeptierte im Gegensatz zu allen älteren romanhaften Bearbeitungen des Stoffs problemlos die Vorstellung, dass Alexander aus einem Ehebruch seiner Mutter hervorging, was für die früheren Autoren ein nicht akzeptabler Makel gewesen war.
Im 15. Jahrhundert entstanden Prosafassungen des Roman d’Alexandre. Der altfranzösische Prosa-Alexanderroman fand weite Verbreitung. Einen Höhepunkt erreichte die Alexander-Bewunderung im Herzogtum Burgund am Hof Herzog Philipps des Guten († 1467) und seines Nachfolgers, Karls des Kühnen.
Die bedeutendste spanische Bearbeitung des Stoffs ist El libro de Alexandre. Dieses Epos umfasst über 10 000 Verse (Alexandriner) und ist damit die umfangreichste epische Dichtung Spaniens aus dem 13. Jahrhundert. Der unbekannte Verfasser, ein vorzüglich gebildeter Geistlicher, verfolgt ein moralisches Ziel; er will dem Leser anhand der erzählten Begebenheiten die vorbildliche Tugendhaftigkeit des Helden vor Augen stellen.
In Italien entstand eine Reihe von volkssprachlichen Werken über Alexanders Lebens in Prosa und in Versen, deren Grundlage meist die lateinische Historia de preliis war. Die älteste vollständig erhaltene italienische Alexanderdichtung ist die Istoria Alexandri regis von Domenico Scolari aus der ersten Hälfte des 14. Jahrhunderts. Scolari christianisiert seinen Helden weitgehend; Alexander ist ein frommer, geradezu heiliger Wundertäter. Als Universalmonarch beglückt er die Welt durch Recht und Frieden. Im 15. Jahrhundert erreichte das Interesse an der Alexandersage in Italien seinen Höhepunkt.

#### Deutsche Literatur
Die deutschsprachige Alexandersage und Alexanderdichtung setzte um die Mitte des 12. Jahrhunderts mit dem Alexanderlied des Pfaffen Lamprecht ein, der sich eng an Alberichs Versroman hielt. Die drei erhaltenen, später bearbeiteten Fassungen von Lamprechts Gedicht, der „Vorauer Alexander“, der „Straßburger Alexander“ und der „Basler Alexander“, setzten jedoch in der Bewertung Alexanders unterschiedliche Akzente. Im „Vorauer Alexander“ wird deutliche Kritik am König geübt. Alexander handelt zwar nach dem Willen Gottes, wird aber als hochmütig und herrschsüchtig dargestellt; die Zerstörung von Tyros wird als schweres Unrecht verurteilt, da die Tyrer als treue Untertanen des Perserkönigs nur ihre Pflicht erfüllten. Überdies erscheint er als mitleidlos, da er nicht über den Tod der vielen Gefallenen trauert. Andererseits verfügt er aber über Umsicht, die ihn seine Neigung zu jähzorniger Unbeherrschtheit überwinden lässt, womit er ein Beispiel gibt und sich von dem sehr negativ gezeichneten Dareios abhebt. Alexander wird bewusst als zwiespältige Persönlichkeit gezeichnet. Ein einfacheres Alexanderbild entwirft ein aus ritterlich-aristokratischer Sicht wertender Autor im „Straßburger Alexander“; hier wird der König als vorbildlicher Kämpfer, Feldherr und Herrscher idealisiert. Als solcher handelt er nicht eigenmächtig, sondern sucht den Rat seiner Vasallen. Er ist klug, gerecht und gütig, und seine schon in der Antike negativ bewertete Neigung zum Jähzorn wird als einigermaßen berechtigt dargestellt. Allerdings ist er nicht frei von Hochmut; zum vollkommenen Herrscher fehlt ihm die Mäßigung, die er aber in seiner letzten Lebensphase doch noch erlangt, womit er das Ideal restlos verwirklicht. Im „Basler Alexander“ dominiert ein anderes, in der mittelalterlichen Alexander-Rezeption ebenfalls zentrales Element, die Freude am Wunderbaren, Seltsamen und Exotischen. Diese Behandlung des Stoffs zielt auf das Unterhaltungsbedürfnis eines breiten, nicht mehr primär an ritterlichen Idealen orientierten spätmittelalterlichen Publikums.
Im 13. Jahrhundert verfasst der Dichter Rudolf von Ems das (allerdings unfertig gebliebene) Epos Alexander. Er schildert den König als vorbildlich tugendhaften Helden und ritterlichen Fürsten, der sich durch seine moralischen Qualitäten als Herrscher legitimiert. Alexander vollzieht als Werkzeug Gottes dessen Willen. Durch ihn werden die Perser, die mit ihrem Verhalten den Zorn des Allmächtigen hervorgerufen haben, gezüchtigt. Sein Handeln ist Teil der Heilsgeschichte, er kann christlichen Herrschern als Vorbild dienen. Ulrich von Etzenbach beschreibt in seinem zwischen 1271 und 1282 entstandenen Gedicht Alexander (28.000 Verse) den König nicht nur als edlen Ritter, sondern auch als überaus frommen Mann Gottes, der seine Siege seinem gottgefälligen Verhalten und Gottvertrauen verdankt; die ihm zugeschriebenen Tugenden stammen aus der Heiligendarstellung. Ulrich missbilligt allerdings einzelne Taten wie die Ermordung Parmenions; darin unterscheidet er sich von Rudolf, bei dem Alexander makellos ist und Parmenion sein Schicksal selbst verschuldet. 1352 vollendet der nur aus seinem einzigen Werk bekannte Dichter Seifrit seine Alexanderdichtung, in der er besonders die Rolle Alexanders als Weltherrscher betont und sich bemüht, von seinem Helden den gängigen Vorwurf des Hochmuts fernzuhalten.
Im 14. und im 15. Jahrhundert war der Alexanderstoff in neuen Prosabearbeitungen weit verbreitet; die eine befindet sich im Großen Seelentrost (Mitte des 14. Jahrhunderts), die andere ist Johann Hartliebs Histori von dem grossen Alexander, die nach der Mitte des 15. Jahrhunderts entstand. Beide dienten einem moralischen Zweck, doch ihre Verfasser gingen dabei auf völlig entgegengesetzte Weise bewertend vor. Im Großen Seelentrost bietet Alexander das abschreckende Lehrbeispiel eines durch und durch gierigen Menschen, den seine Neugier, Besitzgier und Machtgier letztlich ins Verderben führt, denn er versucht die dem Menschen gesetzten Grenzen zu überschreiten. Bei Hartlieb hingegen ist er ein Vorbild an Mannes- und Fürstentugend und überdies von einem wissenschaftlichen Erkenntnisstreben beseelt. Für mittelalterliche Verhältnisse auffallend ist die positive Wertung der Wissbegierde, eines auf die Natur gerichteten Forscherdrangs, der Alexander zugeschrieben wird.
Im 15. Jahrhundert wurden auch Alexanderdramen geschaffen und aufgeführt, doch sind ihre Texte nicht erhalten.
Während die mit literarischem Anspruch gestalteten Werke Alexander in der Regel verherrlichen oder zumindest in überwiegend positivem Licht erscheinen lassen, werden im religiös-erbaulichen und moralisch belehrenden Prosaschrifttum oft negative Züge des Makedonenkönigs betont; dort wird er als abschreckendes Beispiel für Maßlosigkeit und Grausamkeit angeführt. Sein Himmelsflug dient Geistlichen wie Berthold von Regensburg als Symbol für frevelhaften Übermut. Andererseits heben bedeutende Dichter wie Walther von der Vogelweide und Hartmann von Aue Alexanders vorbildliche milte (Freigebigkeit) hervor.

#### Englische Literatur
Trotz des traditionell großen Interesses am Alexanderstoff in England gab es erst im Spätmittelalter einen Alexanderroman in englischer Sprache, die mittelenglische Dichtung Kyng Alisaunder, die wohl aus dem frühen 14. Jahrhundert stammt. Sie schildert den König als Helden und hebt seine Großmut hervor, verschweigt aber auch nicht seine Maßlosigkeit und Unbesonnenheit. Eine Reihe von weiteren Schilderungen von Alexanders Leben fußte auf der Historia de preliis Alexandri Magni, die im mittelalterlichen England beliebt war.

#### Byzanz und slawische Länder

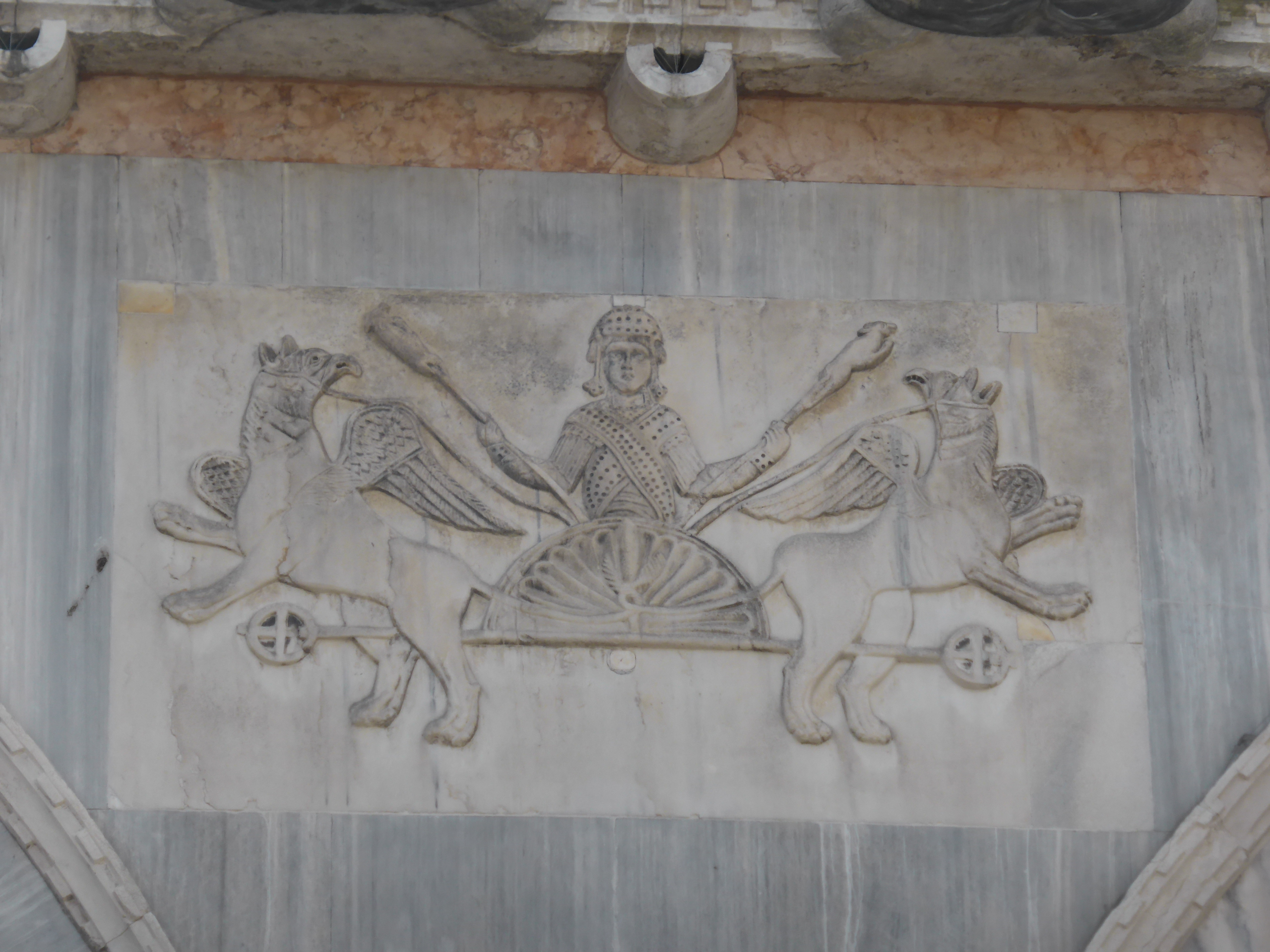
Luftfahrt Alexanders des Großen, Nordfassade von San Marco, byzantinische Spolie in Venedig

Auch für die volkstümliche byzantinische Alexander-Rezeption bildete der Roman des Pseudo-Kallisthenes den Ausgangspunkt. Er lag zunächst in einer mittelgriechischen Prosabearbeitung aus dem 7. Jahrhundert vor. In spätbyzantinischer Zeit entstanden mehrere Neufassungen. Hier hat Alexander die Gestalt eines byzantinischen Kaisers angenommen; er ist von Gott gesandt und mit allen Ritter- und Herrschertugenden ausgestattet, wird aber nicht zum Christen gemacht, sondern dem Bereich des Alten Testaments zugeordnet. Er ist mit dem Propheten Jeremia befreundet und wird von ihm beschützt. 1388 entstand das byzantinische Alexandergedicht.
Die beliebteste Szene aus der Alexandersage war in Byzanz der Himmelsflug, der in der Bildenden Kunst oft dargestellt wurde.
In den süd- und ostslawischen Literaturen wurde der Alexanderstoff stark rezipiert, wobei der Weg des Überlieferungsguts vom griechischen Alexanderroman über kirchenslawische Bearbeitungen in die Volkssprachen führte. Eine altbulgarische Fassung des Romans (Aleksandria) wurde zum Ausgangspunkt der Rezeption in russischen Chroniken. In Russland war der Alexanderroman im Hochmittelalter in mehreren Versionen verbreitet. Im 14. Jahrhundert begann eine neue Version zu dominieren, die vom byzantinischen Volksroman ausging und sich durch stark ausgeprägte Merkmale des mittelalterlichen Ritterromans auszeichnete. Besonders beliebt war die serbische Fassung („serbischer Alexander“ oder „serbische Alexandreis“), die auch in Russland Verbreitung fand und Vorlage für die spätmittelalterliche georgische Prosaübersetzung war. In Russland, der Ukraine, Bulgarien und Rumänien setzte sich dieser Typus der Alexanderlegende durch.

#### Arabische Literatur
In der mittelalterlichen arabischsprachigen Literatur war Alexander unter dem Namen „al-Iskandar“ bekannt, da der Anfang seines Namens mit dem arabischen Artikel al verwechselt wurde. Er wurde schon in der vorislamischen Dichtung erwähnt. Folgenreich war seine Identifizierung mit der koranischen Figur des Dhū l-Qarnain („der Zweihörnige“), von dem in Sure 18 erwähnt wird, dass er einen Damm gegen Gog und Magog errichtete (Verse 83–98). Diese Identifizierung wurde von den muslimischen Gelehrten mehrheitlich, aber nicht einhellig akzeptiert. Nach heutigem Forschungsstand ist die Ableitung der Figur Dhū l-Qarnains von Alexander sowie die Herkunft des Motivs aus der altsyrischen christlichen Alexanderlegende eine gesicherte Tatsache. Die im Orient verbreitete Bezeichnung Alexanders als „zweihörnig“ taucht schon in einer spätantiken Alexanderlegende in altsyrischer Sprache auf, wo Alexander ein christlicher Herrscher ist, dem Gott zwei Hörner auf dem Kopf wachsen ließ, womit er ihm die Macht verlieh, die Königreiche der Welt zu erobern. Den ursprünglichen Anlass zur Bezeichnung „der Zweihörnige“ bot die antike bildliche Darstellung Alexanders mit Widderhörnern, die auf seine Vergöttlichung deutete. Der Gott Zeus Ammon (Amun), als dessen Sohn Alexander sich betrachtete, wurde als Widder oder widderköpfig dargestellt.
Im Koran wird die Geschichte des Zweihörnigen dem Propheten geoffenbart, denn er soll sie mitteilen, wenn er danach gefragt wird. Alexander erscheint darin als frommer Diener Gottes, dem die Macht auf der Erde gegeben war und „ein Weg zu allem“. Er gelangte bis zum äußersten Westen der Welt, wo die Sonne „in einer verschlammten Quelle untergeht“, und erlangte die Herrschaft über das dort lebende Volk (hier ist ein Nachhall von Pseudo-Kallisthenes zu erkennen, der Alexander nach Italien kommen und den gesamten Westen einnehmen ließ). Dann schlug der Zweihörnige den Weg zum äußersten Osten ein und gelangte an den Ort, wo die Sonne aufgeht (daher deuteten die mittelalterlichen Koranausleger die Zweihörnigkeit meist als Zeichen für die Herrschaft über Westen und Osten). Schließlich begab er sich in eine andere Richtung und kam in eine Gegend, wo Menschen lebten, die von Angriffen zweier Völker, der Yāǧūǧ und Māǧūǧ (biblisch Gog und Magog), bedroht waren und ihn um Hilfe baten. Zum Schutz der Bedrohten baute er, ohne einen Lohn zu verlangen, zwischen zwei Berghängen einen gigantischen Wall aus Eisen, den die Angreifer nicht übersteigen oder durchbrechen konnten. Dieser Schutzwall wird bis zum Ende der Welt bestehen. – Eine altsyrische Version der Sage von Alexanders Aussperrung von Gog und Magog (in den Revelationes des Pseudo-Methodius) wurde ins Griechische und ins Lateinische übersetzt und fand in Europa viel Beachtung.
Auch die voranstehende Passage der 18. Sure (Verse 59–81) scheint von der Alexanderlegende beeinflusst zu sein, obwohl in der Version des Korans Mose statt Alexander der Protagonist ist. Ein dort erzähltes Wunder (Wiederbelebung eines getrockneten Fisches) stammt anscheinend aus dem Alexanderroman; es kommt auch in einer spätantiken altsyrischen Version der Legende vor. Es ist davon auszugehen, dass der Stoff des Alexanderromans zur Entstehungszeit des Korans bereits in arabischer Übersetzung verbreitet war.
Die islamische Wertschätzung für Alexander, die sich aus seiner Schilderung im Koran ergab, führte dazu, dass einige Autoren ihn zu den Propheten zählten.
Die mittelalterlichen arabischsprachigen Historiker behandelten die Regierung Alexanders eher knapp. Im Gegensatz zu den europäischen christlichen Chronisten gingen bedeutende muslimische Geschichtsschreiber wie Ṭabarī, Masʿūdī, Ibn al-Aṯīr und Ibn Chaldūn auf die Alexandersage nicht oder nur nebenbei ein; sie hielten sich primär an die Überlieferung über den historischen Alexander. Ṭabarī betrachtete seine Quellen kritisch; er stützte sich insbesondere auf die Darstellung des bedeutenden Gelehrten Ibn al-Kalbī († 819/821) und stellte die Vernichtung des Perserreichs als notwendig und berechtigt dar, da Dareios tyrannisch regiert habe. Die Auseinandersetzung mit dem Legendenstoff war kein Thema der Geschichtsschreiber, sondern ein Anliegen der Theologen, die sich mit der Koranauslegung befassten. Reichhaltiges Legendenmaterial über Alexander war im muslimischen Spanien (Al-Andalus) verbreitet; dort hieß es, er habe die Iberische Halbinsel als König beherrscht und in Mérida residiert.
Außerdem kommt Alexander auch in der arabischen Weisheitsliteratur vor, wo er als Gelehrter und Musikliebhaber beschrieben wird. Sehr oft taucht sein Name in Spruchsammlungen auf, wobei die Sprüche teils ihm zugeschrieben werden, teils von ihm handeln.

#### Persische und türkische Literatur

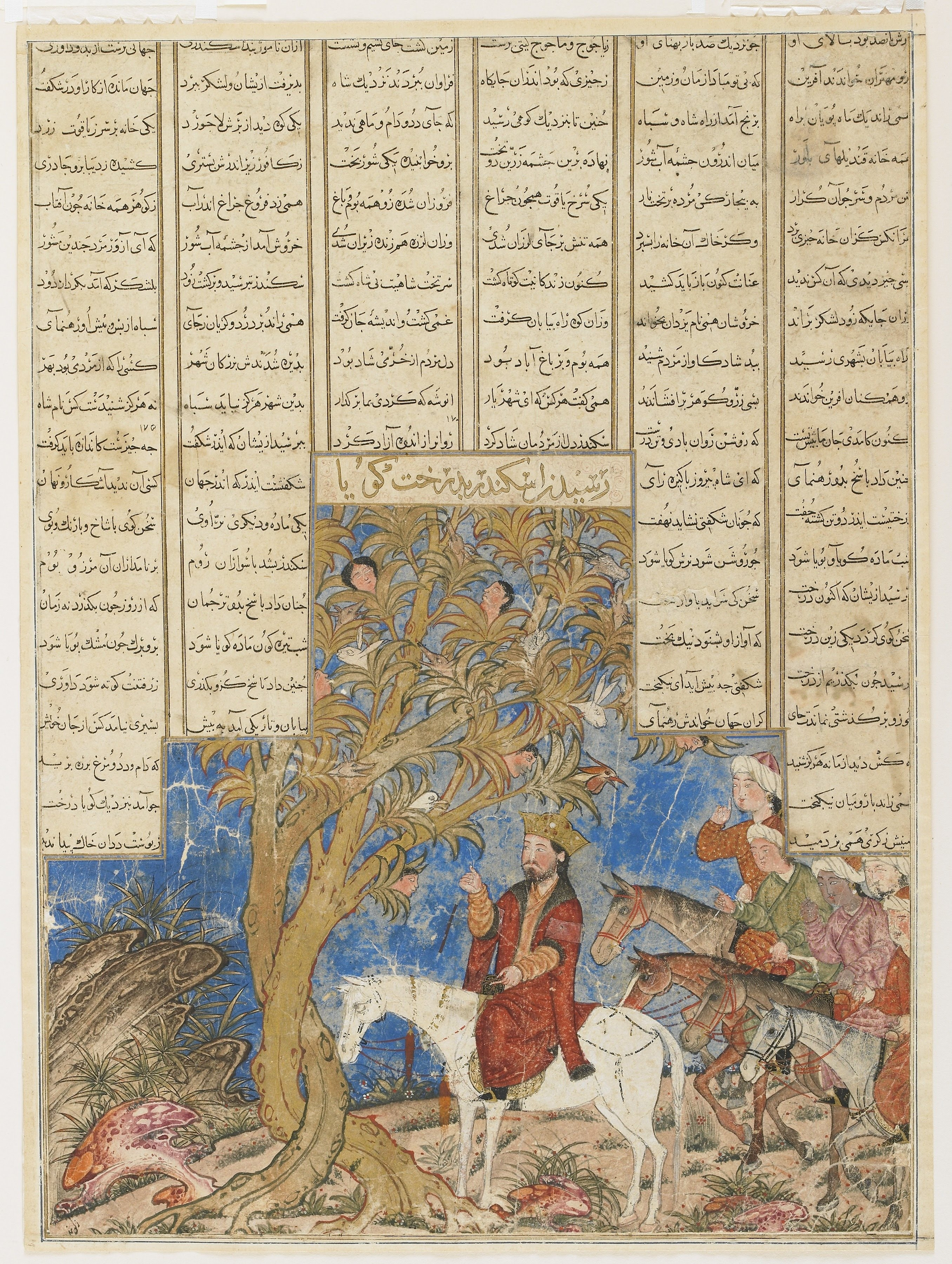
Alexander in einer persischen Handschrift des 14. Jahrhunderts

Im Persischen wurde Alexander Iskandar, Sikandar oder Eskandar genannt. In der Spätantike war im persischen Sassanidenreich eine Legende verbreitet, wonach er der persischen Religion, dem Zoroastrismus, einen schweren Schlag versetzte, indem er religiöse Schriften vernichten ließ. Daher war Alexander bei den Anhängern dieser Religion verhasst und wurde als teuflisches Wesen betrachtet. Nach der Islamisierung wirkte sich diese Sage aber im gegenteiligen Sinne aus, denn nun machte man aus Alexander einen Vorkämpfer des Monotheismus gegen heidnische Götzendiener.
Der berühmte persische Dichter Firdausi († 1020) baute eine Version der Alexanderlegende in das iranische Nationalepos Schāhnāme ein, wobei er in manchen Einzelheiten von Pseudo-Kallisthenes abwich. Für ihn war Alexander ein „römischer Kaiser“ und Christ, der unter dem Kreuzeszeichen kämpfte; offenbar dachte er dabei an die byzantinischen Kaiser. Außerdem machte er – wie schon Ṭabarī, der persischer Abstammung war – Alexander zu einem Halbbruder des Dareios, womit er ihn für das Persertum vereinnahmte; aus der Vernichtung des Perserreichs wurde ein Bruderzwist innerhalb der iranischen Herrscherfamilie.
1191 schuf der persische Dichter Nezami das Eskandar-Nāme („Alexander-Buch“). Sein Alexander ist völlig islamisiert; er ist ein monotheistischer Held, der den Zoroastrismus der Perser mit Feuer und Schwert ausrottet und dafür den Beifall des Dichters erhält. Er unterwirft nicht nur Indien, sondern auch China und gelangt im Westen bis nach Spanien. Wie schon bei Firdausī sucht Alexander auch Mekka auf und reinigt dort die Kaaba. Außerdem ist er auch Philosoph und ein großer Förderer der Wissenschaft; er befiehlt den Gelehrten, das Wissen aller Völker zusammenzutragen. Das Eskandar-Nāme wurde zum Vorbild für einige spätere Dichtungen ähnlicher Art.
Die Handschriften der persischen Alexander-Bücher wurden trotz islamischer Bilderverbote ab dem 14. Jahrhundert mit Buchmalerei geschmückt. In Nordindien sorgten die Mogul-Kaiser des 16. Jahrhunderts für die Bebilderung solcher Bücher. Ein Beispiel ist das Dārāb-nāma von Abū Tāhir Tarsūsī, das in den Werkstätten Akbars illustriert wurde.
Im Jahr 1390 verfasste der türkische Dichter Tāǧ ed-Dīn Ibrāhīm Aḥmedī das türkische Alexanderepos Iskendernāme, die erste türkische Bearbeitung des Alexanderstoffs. Dafür bildete Nezamis „Alexanderbuch“ die Grundlage, doch verfügte Aḥmedī auch über andere Quellen, aus denen er zusätzliches Sagenmaterial bezog. Sein Werk war im Osmanischen Reich lange berühmt und gelangte auch nach Iran und Afghanistan.

#### Hebräische Literatur
Die jüdische Alexanderrezeption war von dem Umstand geprägt, dass der Makedone schon in der Antike als Freund des jüdischen Volkes und Diener Gottes betrachtet wurde. In der mittelalterlichen hebräischen Alexanderliteratur floss Material aus unterschiedlichen Traditionen zusammen. Einerseits handelte es sich um Stoff aus dem griechischen Alexanderroman bzw. der Historia de preliis, andererseits um einzelne Sagen jüdischer Herkunft (Verhalten Alexanders in Jerusalem, seine Schutzmaßnahme gegen Gog und Magog, sein Aufenthalt im irdischen Paradies und weitere Geschichten).
Die hebräische Überlieferung wurde nicht nur von der griechischen und lateinischen beeinflusst, sondern wirkte auch ihrerseits auf die westeuropäische Alexandersage ein. Weit verbreitet war in der lateinischsprachigen Welt eine von Petrus Comestor eingeführte Variante der Erzählung von Gog und Magog, wonach Alexander nicht die wilden Völker Gog und Magog, sondern die zehn jüdischen Stämme aussperrte, um sie für ihre Abwendung vom wahren Gott zu bestrafen.

#### Äthiopische Alexanderlegende
Ins christliche Äthiopien gelangte der Alexanderroman auf dem Umweg über eine arabische Fassung. Der Stoff wurde für die Bedürfnisse eines geistlich orientierten Publikums stark umgestaltet. Alexander wird zu einem christlichen König, der den christlichen Glauben predigt. Er lebt keusch und ist ein Vorbild der Tugendhaftigkeit. Er stirbt wie ein Einsiedler, nachdem er sein Vermögen an die Armen verteilt hat. Durch diese besonders weitreichende Umarbeitung des Romans wird er zu einem Erbauungsbuch.

### Humanismus und Frühe Neuzeit

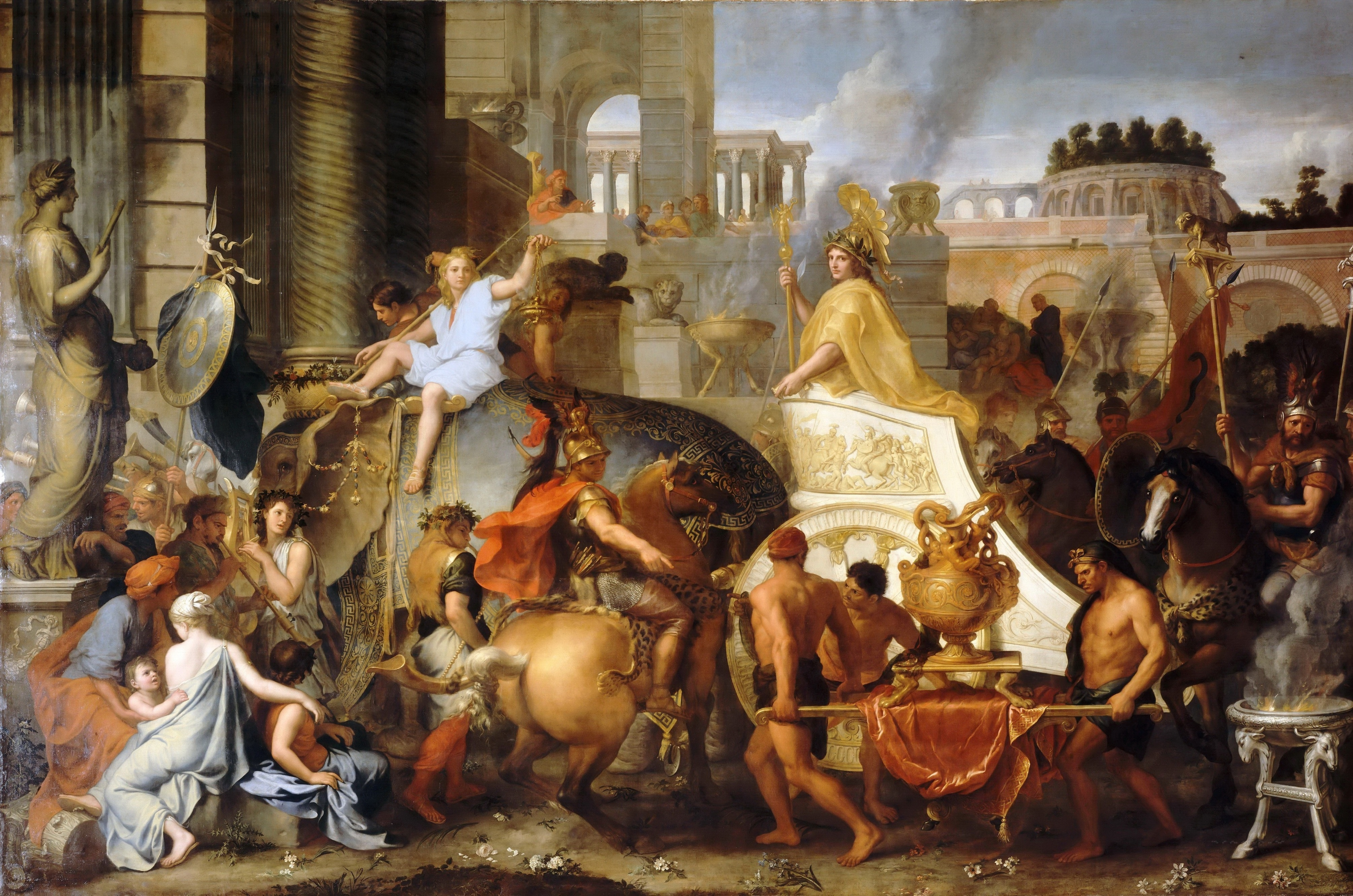
„Alexanders Einzug in Babylon“ von Charles Le Brun, 1661–1665

Petrarca behandelte in seinem Werk „Über berühmte Männer“ auch Alexander, wobei er sich an Curtius Rufus hielt, dessen negative Äußerungen er herausgriff; Positives verschwieg er.
Die außerordentliche Bekanntheit der Legendengestalt Alexander hielt auch in der Frühen Neuzeit an. So schrieb der Chronist Johannes Aventinus († 1534), es sei „kein Herr, kein Fürst unseren Leuten, auch dem gemeinen ungelehrten Mann, so bekannt“ wie Alexander. Andererseits drangen aber in der Renaissance die Humanisten zum historischen Alexander vor und taten die Alexandersage als Märchen ab. Die Wiederentdeckung griechischer Quellen (insbesondere Arrians), die im Mittelalter unbekannt waren, ermöglichte einen neuen Zugang zur Epoche Alexanders. Schon der Portugiese Vasco da Lucena, der 1468 am Hof Karls des Kühnen von Burgund die erste französische Übersetzung der Alexanderbiografie des Curtius Rufus anfertigte, übte scharfe Kritik an der Legende, in deren Übertreibungen und Wunderglauben er eine Verdunkelung der wahren historischen Leistung Alexanders sah.
1528/29 schuf der Maler Albrecht Altdorfer sein berühmtes Gemälde Die Alexanderschlacht. Charles Le Brun malte ab den frühen sechziger Jahren des 17. Jahrhunderts eine Reihe von Szenen aus Alexanders Leben für König Ludwig XIV.
Auf Dichter und Romanautoren übte die Gestalt Alexanders weiterhin eine starke Faszination aus. Ab dem 17. Jahrhundert handelt es sich allerdings großenteils um Werke, deren Handlung sich – ganz im Gegensatz zur traditionellen Alexandersage – um frei erfundene erotische Verwicklungen dreht und nur noch geringe Ähnlichkeit mit dem ursprünglichen Legendenstoff aufweist.
Hans Sachs schrieb 1558 eine Tragedia von Alexandro Magno, die in sieben Akten die ganze Geschichte Alexanders darstellt. In Frankreich verfasste Jacques de la Taille 1562 die Tragödien La Mort de Daire und La Mort d’Alexandre, und Alexandre Hardy wählte dieselben Titel für zwei seiner Tragödien (La Mort d’Alexandre, 1621, und La Mort de Daire, 1626). Im weiteren Verlauf des 17. Jahrhunderts folgten zahlreiche Tragödien und Tragikomödien, darunter Racines Alexandre le Grand (Uraufführung 1665). Noch intensiver war die Rezeption in italienischer Sprache. Antonio Cesti komponierte die Oper Alessandro vincitor di se stesso (Uraufführung Venedig 1651), Francesco Lucio ein „dramma musicale“ Gl’amori di Alessandro Magno e di Rossane (Libretto von Giacinto Andrea Cicognini, 1651); zahlreiche Dramen, Melodramen, Opern und Ballette folgten. Unter den Opern waren besonders erfolgreich Alessandro Magno in Sidone von Marc’Antonio Ziani (1679, Libretto von Aurelio Aureli), die „tragicommedia per musica“ Alessandro in Sidone von Francesco Bartolomeo Conti (1721, Libretto: Apostolo Zeno) und das vielfach vertonte Libretto Alessandro nell’Indie von Pietro Metastasio (1729, Erstvertonung: Leonardo Vinci) sowie vor allem Alessandro von Händel (Uraufführung in London 1726, Libretto von Paolo Antonio Rolli). Gluck verwertete Elemente des Alexanderstoffs sowohl in seiner Oper Poro (Alessandro nell’India) (Uraufführung: Turin 1744, Libretto von Metastasio) als auch in dem Ballett Alessandro.
Zu Beginn des 17. Jahrhunderts schrieb in Spanien der Dichter Lope de Vega die Tragikomödie Las grandezas de Alejandro.
Der englische Schriftsteller John Lyly schrieb die Komödie Campaspe (Uraufführung 1584), die auch unter dem Titel Alexander and Campaspe bekannt ist und von einem Aufenthalt Alexanders in Athen handelt. John Dryden dichtete 1692 die Ode Alexander’s Feast, welche die Basis für das Libretto des 1736 vollendeten und uraufgeführten gleichnamigen Oratoriums von Georg Friedrich Händel (HWV 75) bildete.
In Griechenland wurde von 1529 bis ins frühe 20. Jahrhundert die Alexanderlegende in gedruckten Volksbüchern verbreitet, zunächst vorwiegend in Versform (Rimada, 14 Drucke von 1529 bis 1805), ab dem 18. Jahrhundert meist in Prosa (Phyllada). Von insgesamt 43 Drucken der Phyllada aus dem Zeitraum von ca. 1680 bis 1926 erschienen 20 in der zweiten Hälfte des 19. Jahrhunderts.

### Rezeption in Nordmazedonien

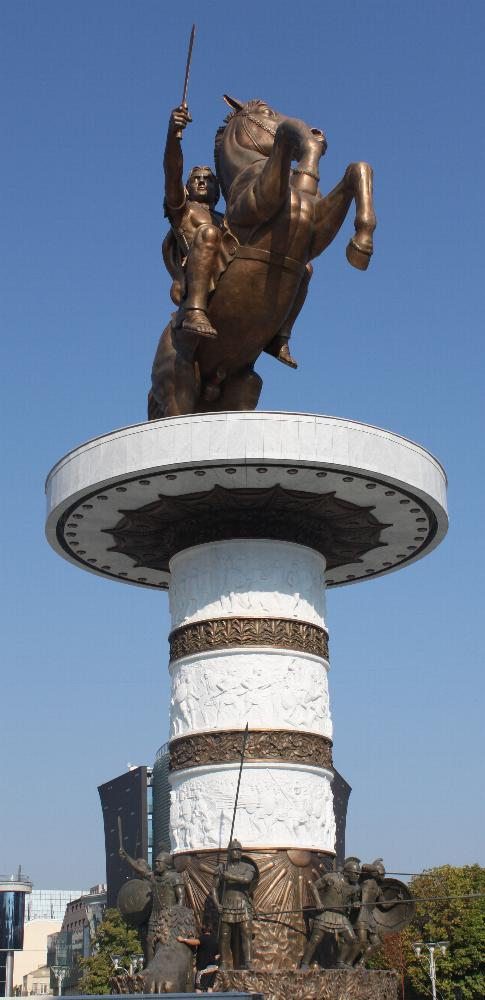
Das 2011 errichtete Reiterdenkmal in Skopje, Nordmazedonien

Seit der Unabhängigkeitserklärung der früheren jugoslawischen Teilrepublik Mazedonien, der heutigen Republik Nordmazedonien, im Jahr 1991 knüpfte der neue souveräne Staat demonstrativ an die Tradition des antiken Reichs Makedonien an und betrachtete diese als einen wesentlichen Aspekt seiner nationalen Identität. Von offizieller nordmazedonischer Seite wurde behauptet, es gebe eine ethnische und kulturelle Kontinuität vom antiken Makedonien zum heutigen Nordmazedonien. Im Rahmen solcher Traditionspflege förderten mazedonische Behörden auch auf kommunaler Ebene die Verehrung Alexanders des Großen, was sich unter anderem in der Errichtung von Alexander-Denkmälern und in der Benennung von Straßen äußert. Im Dezember 2006 wurde der Flughafen der nordmazedonischen Hauptstadt Skopje nach Alexander benannt (Aerodrom Skopje „Aleksandar Veliki“); dort wurde eine große Alexander-Büste aufgestellt. 2009 wurde die Errichtung einer zwölf Meter hohen Reiterstatue auf einem zehn Meter hohen Sockel im Zentrum von Skopje beschlossen, die Alexander nachempfunden war. Im Juni 2011 wurde dieser Beschluss, der in Griechenland Irritation auslöste, umgesetzt.
Von griechischer Seite wird die Behauptung einer kulturellen Kontinuität zwischen den antiken Makedonen und den heutigen Staatsbürgern der Republik Nordmazedonien nachdrücklich zurückgewiesen. Daher erscheint auch die mazedonische Alexander-Rezeption aus griechischer Sicht als Provokation, da die gesamte Alexander-Tradition ausschließlich ein Teil des griechischen kulturellen Erbes sei.
Im Februar 2018 beschloss die neue nordmazedonische Regierung angesichts von Fortschritten bei den Verhandlungen mit Griechenland zum mazedonischen Namensstreit, den Flughafen von Skopje und eine Autobahn, die den Namen „Alexander von Mazedonien“ trug, wieder umzubenennen. Zusätzlich unterzeichnete Nordmazedonien im Presseabkommen, dass das Land und seine Einwohner keine Verbindung zum Hellenismus, der hellenistischen Kultur, Geschichte und Herkunft haben.

### Moderne Belletristik
In der Moderne hat sich die Belletristik stärker als früher um Nähe zum historischen Alexander bemüht. Zu den bekannteren historischen Romanen aus der ersten Hälfte des 20. Jahrhunderts gehören Alexander in Babylon von Jakob Wassermann (1905), Alexander. Roman der Utopie von Klaus Mann (1929), der Alexander als gescheiterten Utopisten darstellt, und Iskander von Paul Gurk (1944). Weitere belletristische Darstellungen von Alexanders Leben stammen von Mary Renault, Roger Peyrefitte, Gisbert Haefs und Valerio Massimo Manfredi. Arno Schmidt lässt in seiner Erzählung Alexander oder Was ist Wahrheit. (1953) den Ich-Erzähler Lampon eine Wandlung vom Verehrer zum Gegner Alexanders durchmachen. Iron Maiden widmete ihm den in der Metal-Szene sehr populär gewordenen Titel Alexander the Great, der 1986 im Album Somewhere in Time erstmals veröffentlicht wurde.

### Beurteilung in der modernen Forschung
Den Ausgangspunkt der modernen wissenschaftlichen Auseinandersetzung mit Alexander bildete die 1833 erschienene „Geschichte Alexanders des Großen“ von Johann Gustav Droysen. Droysen betonte die aus seiner Sicht positiven kulturellen Folgen von Alexanders Politik einer „Völkervermischung“ statt einer bloßen makedonischen Herrschaft über unterworfene Barbaren. Er lobte die Wirtschaftspolitik, die Städtegründungen und die Förderung der Infrastruktur und meinte, auf religiösem Gebiet habe Alexanders Politik die Entstehung einer Weltreligion vorbereitet. Dieser Sichtweise war eine starke Nachwirkung beschieden. Im englischen Sprachraum war ihr Hauptvertreter im 20. Jahrhundert William W. Tarn, dessen 1948 erschienene Alexander-Biografie den Eroberer als Idealisten beschreibt, der eine zivilisatorische Mission erfüllen wollte.
Dieser Einschätzung, deren Grundidee schon bei Plutarch auftaucht, steht eine dezidiert negative Wertung gegenüber, welche Kernpunkte der antiken Alexanderkritik aufgreift. Die Vertreter dieser Richtung (siehe bereits die negative Charakterisierung durch Karl Julius Beloch sowie später Ernst Badian und ähnlich Fritz Schachermeyr, daran anschließend Albert B. Bosworth, Ian Worthington, Wolfgang Will) unterscheiden sich hinsichtlich der Gewichtung verschiedener Einzelaspekte. Grundsätzlich aber sehen sie in dem Eroberer Alexander primär einen Zerstörer, dessen Fähigkeiten sich auf Militärisches beschränkten. Politisch sei er an seinen Fehlern gescheitert. Er habe impulsive, irrationale Entscheidungen getroffen und sich mit den Säuberungen unter seinen Vertrauten und Offizieren schließlich in die Isolation manövriert, da er niemandem mehr vertrauen konnte.
Die militärischen Leistungen Alexanders, die früher einhellige Anerkennung fanden, werden von den modernen Kritikern relativiert; so charakterisiert Badian den Rückmarsch aus Indien als eine von Alexander verschuldete militärische Katastrophe. Waldemar Heckel hingegen hob Alexanders strategische Fähigkeiten hervor und wandte sich zugleich gegen ein romantisierendes Alexanderbild. Vor einer überzogenen Kritik, wodurch sozusagen das Pendel von der Heldenverehrung Alexanders in das andere Extrem umzuschlagen droht, warnte Frank L. Holt, der diesen Trend als „new orthodoxy“ bezeichnete. Eine geteilte Wirkungsbilanz des Makedoniers zieht Werner Dahlheim, der einerseits die Versuche Alexanders, eine neue Ordnung zu schaffen, angesichts der angerichteten Zerstörungen und des raschen Zerfalls der eroberten Ländermasse als gescheitert ansieht – speziell im Vergleich zur Grundlegung des römischen Kaisertums durch Augustus. Andererseits nehme Alexander infolge seiner Kriegszüge eine nahezu einzigartige Stellung ein: „Der gesamte vordere Orient und Ägypten wurden hellenisiert. Damit erhielt die griechische Kultur Weltgeltung und das Mittelmeer wuchs mit allen seinen Randgebieten für tausend Jahre zu einem einheitlichen Kulturraum zusammen.“
Neben diesen stark wertenden Darstellungen stehen Untersuchungen vor allem aus neuerer und neuester Zeit, deren Autoren von vornherein darauf verzichten, die Persönlichkeit Alexanders zu erfassen, ein Werturteil über sie abzugeben und seine verborgenen Motive zu erkunden (was aufgrund der Quellenlage sehr schwierig ist, worauf unter anderem Gerhard Wirth hingewiesen hat). Diese Forscher untersuchen vielmehr Alexanders Selbstdarstellung, deren Wandel und die sich daraus ergebenden politischen Folgen.
Die europäische althistorische Forschung war lange Zeit von kolonialen und orientalistischen Vorstellungen geprägt und identifizierte sich in Übernahme der Perspektive der griechisch-römischen Quellen mit Alexander als vermeintlichem Kulturbringer im „barbarischen“ Osten. Insbesondere der französische Althistoriker Pierre Briant hat zur Kritik dieser Perspektive beigetragen. Stattdessen schlägt er vor, Alexander als „letzten Achämeniden“ zu betrachten, also als Fortsetzer der persischen Herrschaftstradition. Hiergegen hat Hans-Ulrich Wiemer betont, dass Alexander auch als vermeintlicher Achämenidenherrscher nicht zu greifen sei, zumal er in Indien und Arabien Gebiete zu erobern suchte, die nie unter achämenidischer Herrschaft standen.

### Zum historischen Alexander
- Edward M. Anson (Hrsg.): Brill’s Companion to the Campaigns of Philip II and Alexander the Great. Brill, Leiden/Boston 2025.
- Pedro Barceló: Alexander der Große. Wissenschaftliche Buchgesellschaft, Darmstadt 2007, ISBN 3-89678-610-5.
- Helmut Berve: Das Alexanderreich auf prosopographischer Grundlage. 2 Bände, Beck, München 1926 (weiterhin grundlegend für Institutionen und Personen).
- Albert Brian Bosworth: Alexander and the East. The Tragedy of Triumph. Clarendon Press, Oxford 1996, ISBN 0-19-814991-3 (teilweise sehr negative Bewertung Alexanders durch einen Historiker, der ihm zahlreiche Bücher und Aufsätze gewidmet hat).
- Albert Brian Bosworth: Conquest and Empire. The Reign of Alexander the Great. Cambridge University Press, Cambridge 1988, 1993, ISBN 0-521-40679-X.
- Albert Brian Bosworth: Alexander the Great. In: The Cambridge Ancient History. 2. Auflage, Band 6: The Fourth Century B.C. Cambridge University Press, Cambridge 1994, ISBN 0-521-23348-8, S. 791–875.
- Hugh Bowden: Alexander the Great. A Very Short Introduction. Oxford University Press, Oxford 2014, ISBN 978-0-19-870615-1.
- Pierre Briant: Darius in the Shadow of Alexander. Harvard University Press, Cambridge (Massachusetts)/London 2015, ISBN 978-0-674-74460-8.
- Pierre Briant: Alexander the Great and His Empire: A Short Introduction. Princeton University Press, Princeton 2010, ISBN 978-0-691-14194-7.
- Paul Cartledge: Alexander the Great. The Hunt for a New Past. Overlook Press, Woodstock (New York)/London 2004, ISBN 1-58567-565-2 (gut lesbare Darstellung, wenngleich eher thematisch als chronologisch gegliedert).
- Julian Degen: Alexander III. zwischen Ost und West. Indigene Traditionen und Herrschaftsinszenierung im makedonischen Weltimperium (= Oriens et Occidens. Band 39). Franz Steiner, Stuttgart 2022, ISBN 978-3-515-13283-1 (Studie zur Struktur und Funktionsweise von Alexanders Reich).
- Alexander Demandt: Alexander der Große: Leben und Legende. Beck, München 2009, ISBN 978-3-406-59085-6 (Rezension bei sehepunkte).
- Johann Gustav Droysen: Geschichte Alexanders des Großen. Herausgegeben von Armin Hohlweg u. a., ars una, Neuried 2004, ISBN 3-89391-800-0 (Nachdruck der Ausgabe Gotha 1877, vermehrt um einen Anmerkungsteil mit kritischen Kommentaren der Herausgeber und zahlreiche Abbildungen und Karten)
- Johannes Engels: Philipp II. und Alexander der Große. Wissenschaftliche Buchgesellschaft, Darmstadt 2006, ISBN 3-534-15590-4 (sehr gute Einführung).
- Robin Lane Fox: Alexander the Great. Penguin, London 1973.
  - Deutsche Übersetzung: Alexander der Große. Eroberer der Welt. 4. Auflage, Klett-Cotta, Stuttgart 2005, ISBN 3-608-94078-2 (nicht unumstrittene, aber großartig erzählte Darstellung, die Alexander recht positiv sieht).
- Peter Green: Alexander of Macedon. A historical Biography. University of California Press, Berkeley/Los Angeles/London 1992, ISBN 0-520-07166-2 (Nachdruck von Penguin, Harmondsworth 1974; neben Bosworth, Lauffer und Lane Fox eine der besten modernen Alexander-Biografien).
- Hans-Joachim Gehrke: Alexander der Große. 6., aktualisierte Auflage, Beck, München 2013, ISBN 978-3-406-41043-7.
- Nicholas G. L. Hammond: Alexander der Große. Feldherr und Staatsmann. Ullstein, Berlin 2004, ISBN 3-549-07140-X.
- Svend Hansen, Alfried Wieczorek, Michael Tellenbach (Hrsg.): Alexander der Große und die Öffnung der Welt. Asiens Kulturen im Wandel. Schnell & Steiner, Regensburg 2009, ISBN 978-3-7954-2177-9 (Begleitband zur gleichnamigen Ausstellung in den Reiss-Engelhorn-Museen in Mannheim mit ca. 600 Farbabbildungen und Essays von Wissenschaftlern verschiedener Fachrichtungen).
- Waldemar Heckel, Johannes Heinrichs, Sabine Müller u. a. (Hrsg.): Lexicon of Argead Makedonia. Frank & Timme, Berlin 2020.
- Waldemar Heckel: In the Path of Conquest. Resistance to Alexander the Great. Oxford University Press, Oxford 2020.
- Waldemar Heckel: Who’s Who in the Age of Alexander the Great. Prosopography of Alexander’s Empire. Blackwell, Oxford u. a. 2006, ISBN 1-4051-1210-7 (Digitalisat).
- Waldemar Heckel: The Marshals of Alexander’s Empire. Routledge, London 1992, ISBN 0-415-05053-7 (nützliches prosopographisches Handbuch).
- Waldemar Heckel, Lawrence A. Tritle (Hrsg.): Alexander the Great. A new History. Blackwell, Oxford u. a. 2009 (aktuelle und nützliche Sammlung von Beiträgen zu verschiedenen Schlüsselthemen wie Eroberungen, Armee, Hof, Persien, Privatleben, Rezeption).
- Siegfried Lauffer: Alexander der Große. 4. Auflage, dtv, München 2004, ISBN 3-423-34066-5 (deutsche Kurzdarstellung, sehr quellennah).
- Sabine Müller: Alexander der Große. Eroberung – Politik – Rezeption. Kohlhammer, Stuttgart 2019, ISBN 978-3-17-031346-0.
- Daniel Ogden (Hrsg.): The Cambridge Companion to Alexander the Great. Cambridge University Press, Cambridge 2024, ISBN 978-1-108-74467-6.
- Joseph Roisman (Hrsg.): Brill’s Companion to Alexander the Great. Brill, Leiden 2003, ISBN 90-04-12463-2 (Sammelband mit Beiträgen zu verschiedenen Schlüsselthemen, darunter Alexander als Stratege, Selbstdarstellung, der Hof).
- Fritz Schachermeyr: Alexander der Große. Das Problem seiner Persönlichkeit und seines Wirkens. Wien 1973 (umfassende Darstellung, die teilweise mit den vorherigen, zumeist positiven Alexanderbildern brach).
- Jakob Seibert: Alexander der Große (= Erträge der Forschung. Band 10). Wissenschaftliche Buchgesellschaft, Darmstadt 1972, ISBN 3-534-04492-4.
- William W. Tarn: Alexander the Great. 2 Bände, Cambridge University Press, Cambridge 1948 (deutsch 1968, Nachdruck in einem Band 1981; teilweise sehr romantisierende Darstellung, wobei Alexander ausgesprochen positiv beurteilt wird; Band 2 bietet einen Überblick über die Quellen sowie Einzeluntersuchungen).
- Hans-Ulrich Wiemer: Alexander der Große. Beck, München 2005, ISBN 3-406-52887-2 (solide Einführung).
- Wolfgang Will: Alexander der Große (= Urban Taschenbücher. Band 370). Kohlhammer, Stuttgart 1986, ISBN 3-17-008939-0.
- Wolfgang Will (Hrsg.): Zu Alexander dem Großen. Festschrift Gerhard Wirth zum 60. Geburtstag. 2 Bände, Hakkert, Amsterdam 1987–1988, ISBN 90-256-0933-3.
- Gerhard Wirth: Alexander der Große mit Selbstzeugnissen und Bilddokumenten. Rowohlt, Reinbek 1973, ISBN 3-499-50203-8.
- Ian Worthington: By the Spear. Philip II, Alexander the Great, and the Rise and Fall of the Macedonian Empire. Oxford University Press, Oxford 2014.
- Ian Worthington (Hrsg.): Alexander the Great. A Reader. Routledge, London 2003, ISBN 0-415-29186-0 (Aufsatzsammlung, in der auch Quellen, zumeist aus den Fragmenten der griechischen Historiker, in englischer Übersetzung zitiert werden).

### Rezeptionsgeschichte
- Claudia Hattendorff, Peter von Möllendorff, Alexander Rubel, Wolfgang Will: Alexander. In: Peter von Möllendorff, Annette Simonis, Linda Simonis (Hrsg.): Historische Gestalten der Antike. Rezeption in Literatur, Kunst und Musik (= Der Neue Pauly. Supplemente. Band 8). Metzler, Stuttgart/Weimar 2013, ISBN 978-3-476-02468-8, Sp. 17–58.
- John Boardman: Alexander the Great: From his Death to the Present Day. Princeton University Press, Lawrenceville 2019, ISBN 978-0-691-18175-2.

#### Antike
- Jean-Michel Croisille (Hrsg.): Neronia IV. Alejandro Magno, modelo de los emperadores romanos. Latomus, Brüssel 1990, ISBN 2-87031-149-4.
- Karsten Dahmen: The Legend of Alexander the Great on Greek and Roman Coins. Routledge, London 2007, ISBN 0-415-39451-1.
- Muriel Debié: Alexandre le Grand en syriaque. Maître des lieux, des savoirs et des temps (= Bibliothèque de l’Orient chrétien. Band 7). Les Belles Lettres, Paris 2024, ISBN 978-2-251-45490-0. – Rezension von Corinne Jouanno, Bryn Mawr Classical Review 2024.09.05.
- Siegmar Döpp: Alexander in spätlateinischer Literatur. In: Göttinger Forum für Altertumswissenschaft. Band 2, 1999, S. 193–216 (Volltext als PDF).
- Hans-Ulrich Wiemer: Hero, God or Tyrant? Alexander the Great in the Early Hellenistic Period. In: Henning Börm (Hrsg.): Antimonarchic Discourse in Antiquity. Steiner, Stuttgart 2015, S. 85–112.

#### Mittelalter
- Willem J. Aerts (Hrsg.): Alexander the Great in the Middle Ages. Ten Studies on the Last Days of Alexander in Literary and Historical Writing. Alfa, Nijmegen 1978.
- George Cary: The Medieval Alexander. Cambridge University Press, Cambridge 1956.
- Heribert J. Gleixner: Das Alexanderbild der Byzantiner. Salzer, München 1961.
- Laurence Harf-Lancner u. a. (Hrsg.): Alexandre le Grand dans les littératures occidentales et proche-orientales. Centre des Sciences de la Littérature, Nanterre 1999.
- Tilman Nagel: Alexander der Große in der frühislamischen Volksliteratur (= Beiträge zur Sprach- und Kulturgeschichte des Orients. Band 28). Verlag für Orientkunde, Walldorf 1978, ISBN 978-3-936687-28-6.
- Richard Stoneman: Alexander the Great. A Life in Legend. Yale University Press, New Haven 2008, ISBN 978-0-300-11203-0.
- Klaus Wessel u. a.: Alexander der Große in Kunst und Literatur. In: Lexikon des Mittelalters (LexMA). Band 1. Artemis & Winkler, München/Zürich 1980, ISBN 3-7608-8901-8, Sp. 354–366.
- Zachary David Zuwiyya (Hrsg.): A Companion to Alexander Literature in the Middle Ages. Brill, Leiden / Boston 2011, ISBN 978-90-04-18345-2.

#### Neuzeit
- Jan Cölln: Alexander der Große in Europa und Asien. Mythisierung von Geschichte und ihre Präsenz nach dem Ersten Weltkrieg. In: Antike und Abendland. Band 52, 2006, S. 183–207.
- Claudia Daniotti: Reinventing Alexander: myth, legend, history in Renaissance Italian art. Brepols, Turnhout 2022.
- Georg Veloudis: Der neugriechische Alexander. Tradition in Bewahrung und Wandel (= Miscellanea Byzantina Monacensia. Band 8). Universität München, Institut für Byzantinistik und Neugriechische Philologie, 2. Juli 1968, DNB 458503576 (Dissertation Universität München 1968, 306 Seiten, unter dem Titel: Giōrgos Athanasiu Beludēs: Alexander der Große. Ein alter Neugrieche (= Tusculum-Schriften)). Gekürzte Buchhandelsausgabe, Heimeran, München 1969, DNB 458503568.